# Kiss合唱團
接吻合唱團（英語：KISS）是美國的搖滾樂團，1973年成立於紐約。以其特殊的臉部妝容、舞台服裝、精心製作的現場表演聞名於世，包括口中噴火、砸吉他、吐血、吊鋼絲飛天、空降、冒煙吉他、飛天吉他、爆破煙火、懸浮式鼓座等。該樂團已經經歷了幾次陣容變更，其中保羅·史丹利和吉恩·西蒙斯是僅剩的原創成員。最初和最經典的陣容是保羅·史丹利（節奏吉他手）、吉恩·西蒙斯（貝斯手）、艾斯·弗利（主奏吉他手）以及彼得·克里斯（鼓手），每個成員都有負責歌唱的部分。他們的招牌臉部裝扮和華麗服裝獨具風格，妝容也有個別主題（如惡魔、貓人、太空人、星之子、狐狸），給予世人不可磨滅的強烈印象。由於音樂創作上的意見分歧、樂團面臨首次低潮，艾斯·弗利和彼得·克里斯在1982年離開樂團。
1983年，接吻樂團放棄了因化妝帶來的神祕感，決定以真面目示人，也不穿上以往誇張的戲服，使他們挽回一定程度的聲勢，音樂錄影帶也獲得MTV電視台的定期播放。1991年，第二任鼓手艾瑞克·卡爾因癌症過世，由艾瑞克·辛格繼任。為了回應90年代中期的懷舊風潮，樂團宣布重組原始陣容，同時也恢復招牌妝容和戲服般的舞台服裝。1996年至1997年舉行的團聚之旅巡迴演唱會在票房上大獲成功後，樂團的外觀風格也不再改變。
接吻樂團是搖滾樂史上最暢銷的樂團之一，全球唱片銷量累積超過1億張，包括美國唱片業協會的2100萬張認證。接吻樂團也是有史以來活動時間持續最長的搖滾樂表演者之一，曲風介於重金屬和硬式搖滾，對東西方的音樂發展都很具影響力，他們曾受邀在第三十三屆超級盃和2002年冬季奧林匹克運動會上表演。2009年，美國電台VH1評選為「世界百大樂團」第10位。2014年4月10日，入選搖滾名人堂。
接吻樂團於2019年1月開始為期四年的告別巡演，即「End of the Road」世界巡迴演唱會，並於2023年12月2日在紐約市舉行最後一場演出後宣布解散，結束樂隊50年演出生涯，此後會以虛擬樂團的形式繼續發展。

## 歷史

### 成立初期（1971－1975年）
接吻樂團的歷史要追溯到紐約搖滾樂團邪神萊斯特，由保羅·史丹利和吉恩·西蒙斯共同組建。這支樂團進行過少量的現場演出，並錄製了一張專輯，但是並沒有發行，樂團也沒獲得什麼成就。因此保羅·史丹利和吉恩·西蒙斯認為需要改進音樂方向，在1972年解散邪神萊斯特，計劃重新組建新的樂團。
1972年底，保羅·史丹利和吉恩·西蒙斯在美國著名的《滾石雜誌》上看到了一則紐約資深鼓手彼得·克里斯刊登的廣告，因此保羅·史丹利和吉恩·西蒙斯前往他打鼓的夜總會。在聽完彼得·克里斯唱歌後，他們想將他招進樂團裡。之後彼得·克里斯試音並加入了他們。樂團的目標是演奏比邪神萊斯特難度更高的搖滾樂風格，他們還開始嘗試透過化妝和各種服裝來樹立形象。1972年11月，這支三人樂團為史詩唱片音樂經紀主管唐·艾利斯（Don Ellis）演奏了一次，以爭取一筆唱片合約的青睞。雖然表演進行得很順利，但唐·艾利斯不喜歡這個樂團的形象和音樂。
1973年1月初，艾斯·弗利透過廣告前來面試，給三人留下了深刻的印象，當時他穿著一紅一橘的鞋子。樂團在試聽了艾斯·弗利的吉他之後，很喜歡他的技術和表演，於是就決定讓艾斯·弗利擔任樂團的主奏吉他手。幾週後，有一次吉恩·西蒙斯和彼得·克里斯在紐約市區開車，克里斯提到他曾經在一個名為嘴脣（Lips）的樂團裡，所以保羅·史丹利提議說「接吻這個名字如何？」，於是正式命名為接吻樂團。艾斯·弗利設計了沿用至今的樂團標誌，使得「SS」看起來像閃電一樣。後來保羅·史丹利以手繪的方式畫出了樂團標誌，他並沒有利用尺規，結果「SS」的形狀並沒有完全吻合。後來藝術部門問他是否希望重新繪製樂團標誌，讓圖案更完美，他說：「我們的規則就是沒有規則，也因此才能讓我們走這麼遠」。

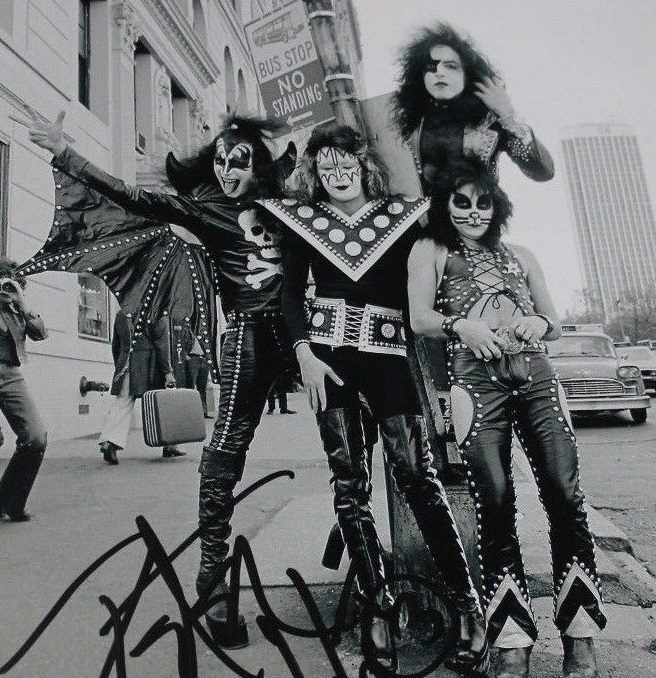
1974年的接吻樂團。

但是在德國，由於樂團標誌被認定類似納粹黨衛隊的標誌，違反了《德国刑法第86条第一款》，因此自1979年以來，接吻樂團在德國發行的唱片以及周邊產品都是另一種形狀（兩個SS不是閃電狀，而是反ZZ的形狀），在奧地利、瑞士、波蘭、立陶宛、匈牙利和以色列中也使用變體後的標誌以避免爭議。樂團的名字也被外界指控有邪惡意涵，「KISS」被解讀為「效忠撒旦的騎士（Knights in Satan's Service）」、「黨衛隊的孩子（Kinder SS）」和「效忠撒旦的孩子（Kids in Satan's Service）」的縮寫，吉恩·西蒙斯否認了所有這些說法。
1973年1月30日，接吻樂團在紐約皇后區的爆米花俱樂部（不久後改名為考文垂）進行首次公開表演，觀眾只有三個人。1月30日至2月1日的前三場演出中，他們幾乎沒有化妝。 接吻樂團現今的招牌妝容設計是3月9日至10日在阿米蒂維爾 (紐約州)的展覽會上首次亮相。3月13日，樂團與音樂製作人艾迪·克萊默錄製了一張五首歌的試聽帶。之後，前電視節目總監比爾·艾考在一些演出音樂會上看到接吻樂團後，希望成為樂團的經紀人。10月中旬，樂團同意了，條件是比爾·艾考要在兩週內找到唱片公司簽下樂團。1973年11月1日，卡薩布蘭卡唱片簽下了接吻樂團。

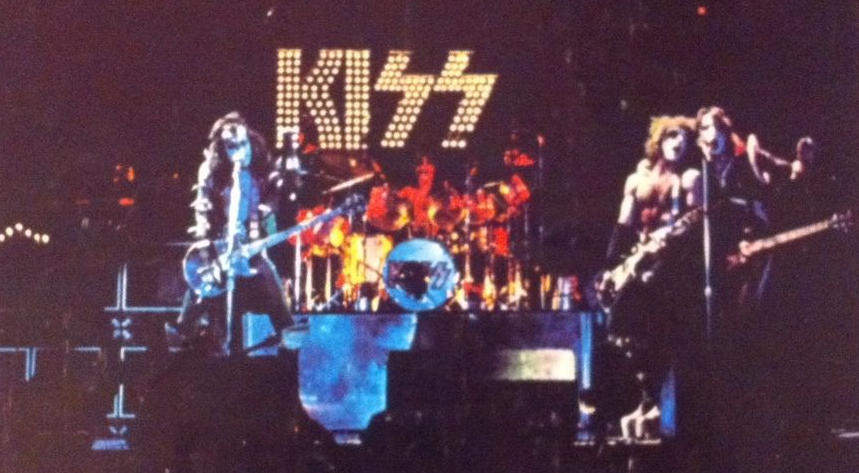
1975年的接吻樂團。

1973年10月10日，樂團進入紐約市的貝爾音響工作室（Bell Sound Studios）開始錄製他們的第一張專輯。12月31日，樂團在紐約市的布魯克林音樂學院擔任藍牡蠣的暖場團。這場演唱會上，吉恩·西蒙斯在表演噴火時，意外將自己噴有髮膠的頭髮弄到著火。1974年2月5日，接吻樂團在加拿大埃德蒙顿北艾伯塔銀禧禮堂作為暖場團，開始首次巡迴。2月8日，發行樂團的第一張錄音室專輯《接吻》。2月19日，樂團在美國廣播公司的電視節目《音樂會現場》表演了〈無路可退〉、〈消防隊〉和〈黑鑽石〉（節目於3月29日播出），這是接吻樂團第一次在全美電視上露面。4月29日，樂團在哥倫比亞廣播公司的電視節目《麥克·道格拉斯秀》表演了〈消防隊〉，節目中還包括吉恩·西蒙斯的第一次電視採訪，他在與麥克·道格拉斯的談話中宣稱自己是「邪惡的化身」，引起了攝影棚現場觀眾不舒服的反應。另一位節目嘉賓托蒂·菲爾茲表示，如果不化妝的話，吉恩·西蒙斯「只是一個單純善良的猶太男孩，他的宣稱只是一種幽默感」。吉恩·西蒙斯問：「你怎麼知道？」，托蒂·菲爾茲回答說：「我確實知道，你藏不了（猶太人的）鷹鉤鼻」。
儘管接吻樂團不斷的演出、卡薩布蘭卡唱片不斷的宣傳，來推銷第一張專輯《接吻》，卻只賣出了大約75,000張。同時，樂團和唱片公司的經費迅速面臨虧損。1974年8月份，接吻樂團結束巡迴演出，前往洛杉磯錄製第二張錄音室專輯《炙熱閻獄》，並在1974年10月22日發行，可惜只有〈搖滾萬歲〉一首歌上榜，專輯銷量最高排在告示牌二百大專輯榜第100名。隨著《炙熱閻獄》在排行榜上的位置迅速下滑，樂團在巡迴演出中途抽空錄製了一張新專輯，因經費不足，由卡薩布蘭卡唱片的負責人尼爾·博格特擔任製作人，他捨棄《炙熱閻獄》中吵嘈失真的音色，改為追求更乾淨、更澎湃的表現。1975年3月19日，發行第三張錄音室專輯《大出風頭》，銷量比起前作稍有增長，當中的收錄曲〈徹夜搖滾〉後來成為接吻樂團的經典曲目之一。
雖然在當時前三張專輯沒有大賣，但是他們卻很快在現場表演中贏得了聲譽，在搖滾界有了一席之地。接吻樂團的現場演出很受歡迎，他們在大大小小的演出中都表演著自己的特技，如吉恩·西蒙斯的「吐血（主要是生蛋清、草莓糖漿和紅色食用色素的混合物）」、「口中噴火」；艾斯·弗利的吉他獨奏以及他在獨奏時的「吉他冒煙特效（放置在吉他內的煙霧裝置）」；彼得·克里斯的「升降鼓座」、「放射火花」；保羅·史丹利的「砸吉他」、「飛行吉他」，還有現場的爆破煙火，這些都成為接吻樂團的招牌特色。儘管現場表演強調了音樂表演力度，但他們的成功聲譽並沒有轉化為銷售額的增長。由於唱片銷量的不理想，到1975年中期，卡薩布蘭卡唱片面臨幾乎破產的難關，而接吻樂團也有可能失去合約、拿不到下次錄音的資金。如果還想在業界生存下去，雙方都迫切需要在商業收益上有所突破。這種突破以一種不太可能的形式出現：一張「雙重現場專輯」。樂迷們告訴樂團，他們的三張錄音室專輯都沒有捕捉到樂團在現場演唱的魅力，因此樂團決定發行一張現場專輯。

### 嶄露頭角（1975－1978年）

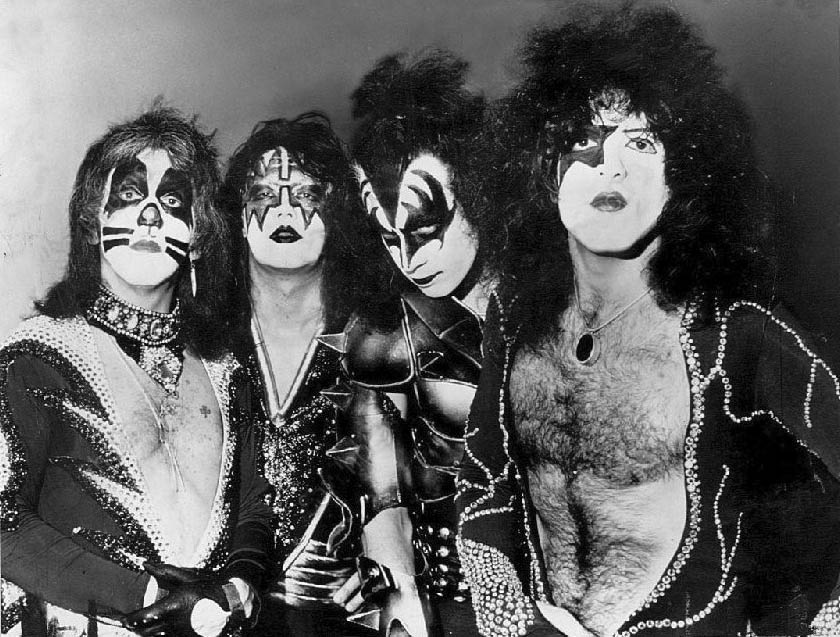
1976年的接吻樂團。

現場演出是接吻樂團的招牌，因此樂團也急於發行一張現場專輯（此前還沒發行過任何現場的音源作品）。1975年5月至7月，樂團在底特律、克利夫蘭、達文波特和懷爾德伍德 (新澤西州)的演唱會進行了現場收音。9月10日，接吻樂團發行第一張現場專輯《經典現場！》，這張專輯果然大賣，在1974年12月4日達到了美國唱片業協會金唱片銷量認證，1976年1月又達到白金唱片級別，最終賣出了超過400萬張。《經典現場！》在告示牌二百大專輯榜上最高排到第9名，並且在榜單上持續了110週。《經典現場！》被譽為是整個搖滾音樂史上最偉大的現場專輯之一，其中的〈徹夜搖滾〉現場版更成為接吻樂團第一首擠進告示牌百大單曲榜前40強的歌曲，這個錄音已成為最知名的版本，也是大多數音樂人翻唱的參考基礎，例如1987年毒藥樂團的翻唱。近年來，樂團表示後來在專輯中增加了現場觀眾的聲音，並加錄精選過的吉他聲和歌聲，這麼做不是為了欺騙樂迷，而是為了在唱片裡增加更多的「煽動性和真實感」。
《經典現場！》不僅使接吻樂團大獲成功，同時也避免卡薩布蘭卡唱片破產。之後，接吻樂團和知名製作人鮑伯·艾思林（同時也是埃利斯·庫珀的製作人）合作，在1976年3月15日發行第四張錄音室專輯《摧毀者》，這是接吻樂團在音樂性上最具野心的專輯，以其相當複雜的製作（使用管弦樂團、合唱團以及眾多的磁帶效果）與前三張錄音室專輯未經琢磨的音樂大為不同。專輯封面由肯·凱利設計，他繪製過泰山、蠻王柯南，也製作過彩虹和戰士幫樂團的專輯封面。《摧毀者》最初賣得很好，並成為接吻樂團的第二張金唱片，但它迅速跌落榜單。只有〈貝絲〉和〈底特律搖滾城〉兩首歌繼續獲得更多電台播放，後來才使專輯的銷售反彈。這兩首熱門曲後來重新發行成單曲，〈貝絲〉在告示牌百大單曲榜上排到第7名，成功讓《摧毀者》在1976年底達到了白金唱片的銷售認證，演唱會票房也因此激增。

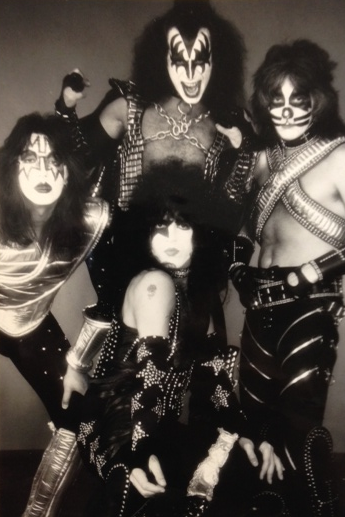
1977年的接吻樂團。

1976年10月，接吻樂團出現在美國廣播公司的《保羅·林德萬聖節特別節目》上，表演〈底特律搖滾城〉、〈貝絲〉和〈夜生活之王〉。這個由比爾·艾考聯合製作的節目，讓更廣泛的觀眾數認識了接吻樂團。除了三首歌曲之外，接吻樂團也是保羅·林德短劇的主題。
在不到一年的時間裡，又發行了另外兩張非常成功的錄音室專輯，《搖滾無所不在》（1976年11月11日）和《愛情槍械》（1977年6月30日）。第二張現場專輯《經典現場2》於1977年10月14日發行。這三張專輯在發行後不久就獲得了白金唱片認證。1976年至1978年間，接吻樂團憑藉唱片版稅和音樂出版獲得了1770萬美元收益。在一項1977年的蓋洛普民意調查中，接吻樂團成為美國最受歡迎的樂團。同時，樂團抵達日本武道館舉辦了五場售罄演出，打破披頭四樂團創下的四場紀錄。值得一提的是，當時年僅11歲的日本小學生林佳樹（はやし よしき）也是入場觀眾之一，他看完演出後成為接吻樂團死忠的歌迷，長大後更以YOSHIKI為藝名，組建震撼整個日本的樂團——X JAPAN。
1977年5月，接吻樂團在漫畫書《霍華鴨》第12期中出現，由漫威漫畫出版。這是漫威漫畫為接吻樂團出版刊物的前身。第一張接吻樂團精選輯《雙白金精選》於1978年4月2日發行，這張專輯收錄了很多混音版本。在此期間，接吻樂團週邊商品成為樂團收入的重要來源。其中一些產品包括漫威漫畫發行的一部漫畫書（在第1部漫畫書中，是用接吻樂團四位成員的血液和油墨混合印刷的）、彈珠台、玩偶、接吻樂團化妝工具包、萬聖節面具、服飾、棋盤遊戲、午餐盒、交換式卡片和其他許多紀念品。樂團的官方歌迷俱樂部接吻大軍也成立了，會員數量很快就突破十萬人。僅僅在1977年至1979年期間，接吻樂團週邊商品的全球銷售總額（包括商店內和巡迴演唱會現場）達到約1億美元。

### 個人專輯和電影（1978年）

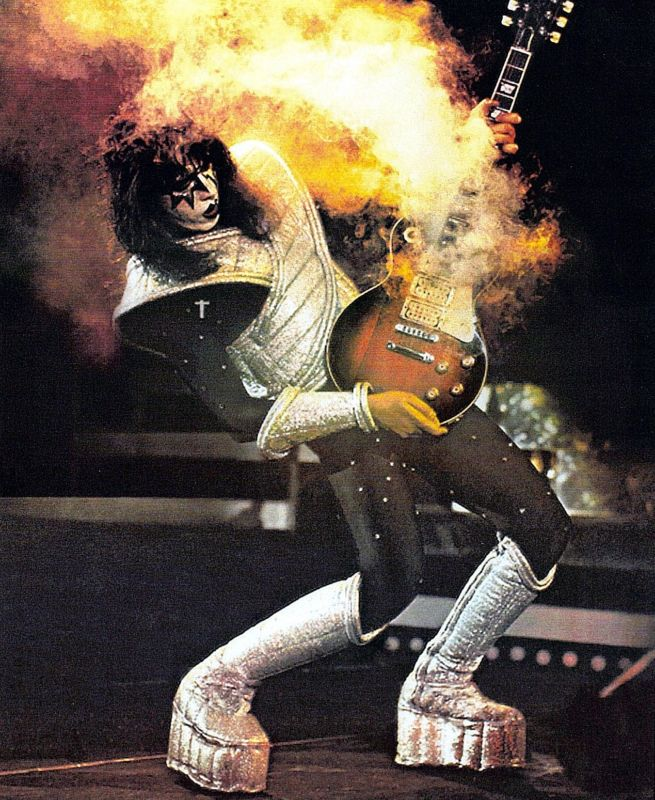
1977年，吉他手艾斯·弗利在吉他獨奏時的煙霧特效。

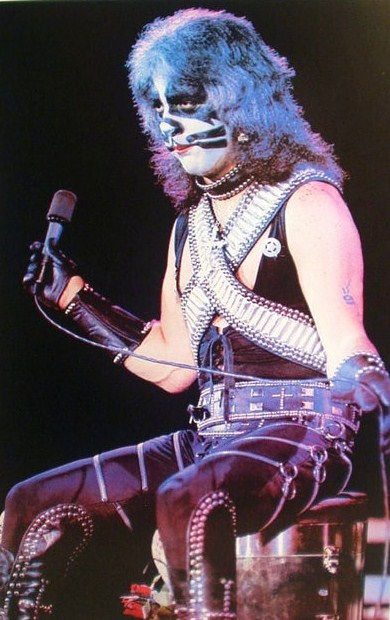
1977年，鼓手彼得·克里斯的現場演唱。

接吻樂團在1978年達到了他們的商業高峰。樂團在不到兩年的時間裡，就以《經典現場2》拿到第四張白金唱片認證，隨後的巡演也創下接吻樂團史上平均動員人數最高的紀錄（平均每一場有13,550個觀眾）。另外，樂團的1977年度總收入為1020萬美元。他們與比爾·艾考一起，試圖將樂團受歡迎的程度繼續推升，在1978年設計了一個雄心勃勃、雙管齊下的戰略。首先，樂團同時發行四位成員的個人專輯。雖然接吻樂團表示這些個人專輯目的是緩解內部日益緊張的局面，但他們的1976年唱片合約實際上要求提供四張獨唱唱片。每張專輯都是個人獨奏（沒有任何歌曲出現在別的專輯中），並且都以接吻樂團專輯的形式發行和銷售（具有相似的封面和內頁）。這是世界史上第一次有搖滾樂團成員，在同一天裡全部都發行個人專輯。
對於成員來說，這是一個展示他們在接吻樂團之外的個人音樂風格和品味的機會，在某些情況下還可以與當代音樂人合作。保羅·史丹利和艾斯·弗利的專輯與接吻樂團的硬式搖滾風格最為相似，而彼得·克里斯的專輯以節奏藍調和多首民謠為特色。吉恩·西蒙斯是四個人中風格最廣泛的，其中包括硬式搖滾、民謠，受披頭四樂團影響的流行音樂，還有迪士尼電影《木偶奇遇記》中的〈當你向星星許願〉翻唱版本。吉恩·西蒙斯的許多合作者包括史密斯飛船吉他手喬·佩里、廉價把戲吉他手瑞克·尼爾森、杜比兄弟吉他手傑夫·巴克斯特、唐娜·桑默、珍妮斯·艾恩、海伦·瑞迪、巴布·席格、卡特夫·薩加爾和他當時的女友雪兒。
這四張個人專輯於1978年9月18日發行，卡薩布蘭卡唱片花費250萬美元在專輯的營銷活動上，並宣布發行500萬張，預期能達到白金唱片的成績。這四張專輯都登上告示牌二百大專輯榜前50名內，每張專輯的銷售量都與《愛情槍械》不相上下。在這四張專輯中，艾斯·弗利的作品最為成功，並且誕生了唯一的熱門單曲——〈紐約律動〉翻唱版本，這首的原版是你好樂團詮釋，由魯斯·巴拉德創作。
其次是按照比爾·艾考的計劃，為接吻樂團拍攝電影，進一步提高知名度，以鞏固他們的形象，成為家喻戶曉的超級搖滾英雄。電影於1978年5月開始拍攝，四名成員都上了表演課程。雖然該項目預期融合《一夜狂歡》和《星際大戰四部曲：曙光乍現》的方向，但最終的結果遠遠沒有達到預期。劇本經過多次重寫，在電影拍攝過程中，由於四名成員先前沒有任何的演戲經驗，難以適應拍攝的需求，艾斯·弗利和彼得·克里斯更是對這部電影相當不滿，艾斯·弗利在拍攝期間由於與電影導演爭執而離開了電視台，彼得·克里斯甚至退出電影後期製作，以致於他的角色由另一個演員配音。
1978年10月28日，由接吻樂團主演的電影《接吻公園的幽靈》在國家廣播公司上首次亮相。經過多次改動後，它在1979年以美國之外的市場改名為《幻影攻擊》發行。樂團成員對完成的電影感到鄙視與不滿，並在稍後採訪中談到他們製作這部電影的經驗是滑稽、尷尬和遺憾。他們覺得這部電影更像小丑，而不是超級英雄。這部電影的失敗導致樂團和比爾·艾考之間的裂痕。目前，該部電影的版本可以在2007年發行的《接吻學第二卷 - 1978–1991》裡找到。

### 成員輪替（1979－1983年）
1979年5月23日，接吻樂團發行了第七張錄音室專輯《王朝》，依然拿下白金唱片認證。在這張專輯中的〈生來只為愛你〉是接吻樂團最受歡迎的單曲，這首歌融合了搖滾樂和迪斯可音樂，登上告示牌百大單曲榜第11名，很快在全球流行。但是在去年彼得·克里斯的手因車禍中受傷，製作人也換成維尼·龐西亞（1978年彼得·克里斯個人專輯的製作人），他認為彼得·克里斯的技術不適合製作這張專輯，因此有八首歌曲的鼓手其實是安東·辛克（1978年艾斯·弗利個人專輯中的鼓手），導致彼得·克里斯日益不滿。在《王朝》中，彼得·克里斯只參與了一首〈骯髒的活著〉，他是作詞者之一，並在這首歌擔任主唱。
被稱為「接吻樂團的回歸」，樂團和他們的管理層期待新展開的王朝之旅能比之前的巡迴演唱會更成功，並設計了名為「接吻世界」的遊樂園計劃，但由於需要龐大的經費而作罷。接下來，王朝之旅的觀眾人數有所下降。參加這次巡演的觀眾年齡層比以前要年輕得多，許多青少年與他們的父母親模仿樂團畫著不同的妝容。雖然歌迷數量不斷增加，但他們並不知道這時候樂團內部已經產生了分歧。1979年10月31日，在湯姆·斯耐德主持的深夜訪談節目《明日咫尺天崖》中，成員間的劇烈摩擦已經浮出檯面。在這集節目中，惱火的吉恩·西蒙斯和保羅·史丹利企圖遏制明顯喝醉的艾斯·弗利，他在主持人與其他成員對話時不斷發出笑聲。彼得·克里斯還提到他收藏了大型槍支，讓吉恩·西蒙斯感到惱怒。
1979年12月，王朝之旅巡演結束時，彼得·克里斯和其他成員的緊張關係已經惡化到極限。他的鼓技明顯不如從前，在幾場演唱會中故意放慢打鼓的速度，甚至還中途停止。1979年12月16日是彼得·克里斯最後一次在接吻樂團的演出，在這場演唱會結束後，儘管名義上彼得·克里斯還是接吻樂團的正式成員，但是他實際上已經被樂團開除了，這種情況持續了六個月之久。之前聘僱的錄音室鼓手安東·辛克也在下一張專輯中錄了所有的鼓聲。儘管彼得·克里斯不受信任、也被實質踢出樂團，但他的肖像仍有出現在專輯封面上。在1980年5月20日發行的第八張錄音室專輯《卸下面具》中，展現了一種流暢的當代流行音樂，不過卻沒有達到白金唱片銷量。專輯發行後不久，接吻樂團正式對外宣布創始鼓手彼得·克里斯已經離開。在彼得·克里斯離開後，安東·辛克也被吉恩·西蒙斯和保羅·史丹利解僱，前者覺得他不適合樂團。
為了尋找接替彼得·克里斯的新鼓手，樂團在1980年6月試音了數十人。在眾多面試者中也包括蒂科·托雷斯（後來是邦喬飛的共同創始成員）。接吻樂團最終選定了一位來自布魯克林區的素人鼓手、吉他手、鋼琴家、鍵盤手和歌手，名叫保羅·查爾斯·卡拉維洛（Paul Charles Caravello），他取了藝名艾瑞克·卡爾，這是樂團第一次正式更換成員。這位新任鼓手的第一個化妝設計是參考老鷹，但因為保羅·史丹利覺得它看起來更像一隻雞所以作罷。艾瑞克·卡爾最終以「狐狸」為他的演出角色。化著「狐狸妝」的艾瑞克·卡爾隨接吻樂團參加美國廣播公司的節目《孩子也長大了！》，是他首次公開亮相。1980年7月25日，樂團新陣容在紐約市的普雷帝恩大廳舉行第一次演唱會。這是接吻樂團唯一一個宣傳《卸下面具》的美國演唱會。1980年底，樂團首次來到澳大利亞和紐西蘭開唱，是他們史上聲勢最大的一次巡演，不但場場爆滿，還獲得了絕大多數新聞報導的好評。
為了準備新專輯，樂團這次再找知名製作人鮑伯·艾思林合作，他曾幫他們締造成功的《摧毀者》，早期的新聞報導表明，新專輯將回歸最初帶來樂團成功的硬式搖滾風格。1981年發行第九張錄音室專輯《昔日的音樂》，這張專輯很有藝術性，是一個以中世紀號角、豎琴和合成器為特色的概念專輯。新鼓手艾瑞克·卡爾的加入，也使樂團在音樂表現上更為豐富。這張專輯最初是以配樂形式搭配給一部從未製作過的電影，由於沒有劇本參考，因此很難隨著故事情節去創作。更糟糕的是，樂團在給唱片公司試聽專輯後收到了負面評價，唱片公司改變了大多數曲目的順序，以強調他們認為有潛力的歌曲，如〈誓言〉和〈沒有英雄的世界〉。但這些歌曲無法保證能讓聽眾了解已經混亂的故事情節。《昔日的音樂》發行後，歌迷的反應非常不好，它沒有達到金唱片標準，在告示牌二百大專輯榜上位於第75名。樂團在1982年1月僅僅出場兩次來宣傳新專輯。其中一次是在美國廣播公司深夜綜藝節目《星期五》上的表演，第二次是在義大利聖雷莫音樂節期間透過衛星的現場直播表演。
不過艾斯·弗利缺席了義大利衛星直播演出，他對樂團新的音樂方向感到越來越不滿。在樂團當初決定《昔日的音樂》中的風格時，他便沒有積極參與專輯的創作，只為一首歌曲〈黑光〉擔任主唱。他也沒有出現在紐約市的一場特別音樂會上，讓樂團成為三人組合。他在康涅狄格州威爾頓的家庭工作室錄了自己的吉他部分，並將它們郵寄給製作人鮑伯·艾思林。艾斯·弗利的另一個失望之處在於彼得·克里斯的離開，接任的艾瑞克·卡爾沒有決策權、也不是樂團中地位平等的夥伴，所以艾斯·弗利的意見經常被樂團內部2對1投票否決。1982年6月，艾斯·弗利開始離團談判，這種貌合神離的情況一直持續到12月，他才正式離開。
吉恩·西蒙斯在他的自傳《接吻和化妝》中表示埃迪·范·海倫當時想接替艾斯·弗利留下的位置。吉恩·西蒙斯和埃迪的兄弟亞歷克斯一起說服埃迪留在范海倫。埃迪因為與主唱大衛·李·羅斯不合而急於退出范海倫，在此後不久，大衛·李·羅斯離開了樂團。許多著名音樂人都曾為了爭取接吻樂團吉他手的位置而進行試音，包括龐基·米德斯、道格·阿爾德里奇、瑞奇·山伯拉和英格威·瑪姆斯汀。
不久之後，接吻樂團對他們的商業交易做出了重大改變，其中最主要的原因是與合作九年的經紀人比爾·艾考斷絕關係，並削減了他們繁雜的組織架構。儘管艾斯·弗利已經離開樂團、也沒有參與錄音製作，但他的肖像仍出現在1982年精選輯《殺手》和錄音室專輯《暗夜生物》的封面上。1982年10月13日發行第十張錄音室專輯《暗夜生物》，是接吻樂團迄今為止聲音最重的作品，雖然在音樂表現上比《昔日的音樂》更好，在商業上卻沒有以往風光，一直到1994年才達到金唱片。在缺少主奏吉他手的情況下，樂團聘僱了一些吉他手來支援，其中包括維尼爾·文森。
艾斯·弗利與接吻樂團的最後一次露面（直到1996年團聚前）是出現在維尼爾·文森合作創作的單曲〈我就愛它大聲〉音樂錄影帶中。艾斯·弗利也出現在《暗夜生物》的專輯封面上。當這張專輯在1985年重新混音並重新發行時，封面上的成員是素顏，歌曲順序也略有不同，這是為了反映樂團變化以及放棄化妝和華麗服裝的方向，這次維尼爾·文森也沒有出現於專輯封面上，因為當時的主奏吉他手已經換成布魯斯·庫利克了。重新混音的《暗夜生物》將艾斯·弗利與維尼爾·文森並列為樂團的吉他手。維尼爾·文森於1982年12月正式擔任接吻樂團的主奏吉他手，樂團開始了其十週年巡迴演唱會。
維尼爾·文森原本想在樂團中使用他的出生名（文森·約翰·庫薩諾），但被吉恩·西蒙斯否決，理由是這個名字聽起來「太像少數民族」。根據吉恩·西蒙斯具體的說法，「這名字聽起來像賣水果的」。西蒙斯繼續指出，「不管公不公平，形象就是搖滾樂的全部」。文森後來提出以「麥克·費瑞（Mick Fury）」當作他的藝名，但這也被樂團否決掉。吉恩·西蒙斯後來建議把藝名取為「維尼爾·文森」。匆忙上陣的文森積極參與活動，儘管吉恩·西蒙斯和保羅·史丹利都持懷疑態度，但隨後仍讓他正式加入了接吻樂團。保羅·史丹利設計了一個角色「巫師（The Wiz）」作為維尼爾·文森的裝扮主題，也是外界所知的「埃及勇士（The Egyptian Warrior）」、「安卡勇士」。根據官方授權的接吻樂團傳記，作者大衛·利夫和肯·沙普寫的「埃及安卡勇士」是指文森的裝扮和角色，而綽號「巫師」是指他身為吉他手的高超琴藝。而根據吉恩·西蒙斯自傳《接吻和化妝》中的看法，文森的樂團角色就只是「巫師」，該書根本沒有提到「安卡勇士」或類似的角色。
1982年到1983年期間，接吻樂團的新陣容為「惡魔」吉恩·西蒙斯、「星之子」保羅·史丹利、「狐狸」艾瑞克·卡爾、「安卡勇士」（或「巫師」）維尼爾·文森。樂團這時期的角色扮演成為第一次化妝時期的最後一個版本。雖然樂團似乎重新在舞台上煥發活力，但一切都不盡如人意，由於維尼爾·文森拒絕簽署合約，與吉恩·西蒙斯和保羅·史丹利的關係惡化。之後，因為吉恩·西蒙斯和保羅·史丹利在短時間內找不到新的主奏吉他手，所以他仍然參與了新專輯錄音。維尼爾·文森出現在第十一張錄音室專輯《舔個夠》的封面上，並被列為主要吉他手。在專輯收錄的十首歌曲中，他貢獻了八首創作功勞。個性問題再次出現，1984年3月12日在加拿大魁北克市的一場表演中，樂團準備將表演內容收尾時，維尼爾·文森卻突然開始了即興獨奏，讓其他樂團成員站在舞台上尷尬的無事可做，最後他在3月17日《暗夜生物》的巡迴之旅結束時就被開除了。他被馬可·聖約翰取代。維尼爾·文森的作品〈舔個夠〉在1997年重新製作專輯之前，並未獲得官方認可。
維尼爾·文森後來在專輯《復仇》中參與了四首作曲。但是不久之後，他第三次與吉恩·西蒙斯和保羅·史丹利鬧翻，又一次斷絕了他們的音樂關係。持續不斷的謠言在樂團歌迷中流傳了多年，樂團成員拒絕發表維尼爾·文森被樂團開除的真實原因。幾年後，吉恩·西蒙斯接受採訪時表示，開除維尼爾·文森是因為他「不道德的行為」，但他沒有詳細說明：
| “ | 我幫他取了藝名，這是他唯一允許收下的禮物。文森沒有把他的名字改回庫薩諾，這很有趣。為了錄專輯，文森因不道德行為而被解僱。不是因為他缺乏才華，這個人非常有才華，他是因為不道德的行為被解雇。 | ” |

### 素顏時期（1983－1995年）
經過低潮和成員變動之後，接吻樂團決定做出變革，放棄他們的招牌妝容和有如戲服一般的舞台服裝。1983年9月18日，樂團出現在音樂頻道MTV上，這是他們成軍後第一次以真面目公開出現，同時這一天也是新專輯《舔個夠》發行的日子。1983年10月11日，在葡萄牙里斯本舉行他們第一場自1973年初以來首次素顏的演唱會，展開宣傳新專輯的巡迴演出。《舔個夠》成為接吻樂團睽違三年的第一張金唱片，但這次巡演的場次比以往還少。此時的吉他手也已經替換成馬可·聖約翰。
在馬可·聖約翰加入後，接吻樂團於1984年9月13日發行第十二張錄音室專輯《獸性化》。這張專輯在《舔個夠》的基礎上取得不錯成績，銷售了超過兩百萬張，是十年來銷量最好的，部分原因是由於MTV頻道輪播〈火燒天堂〉的音樂錄影帶。隨著專輯成功和隨後的巡演，接吻樂團在一定程度上挽回了一些聲勢（儘管沒有達到他們70年代鼎盛時期的水平）。然而，馬可·聖約翰在巡演排練期間出現反應性關節炎，只有表演了幾場。由於他無法繼續參加巡演，於是在1984年12月退出了樂團，取而代之的是布魯斯·庫利克。在不到三年的時間裡，接吻樂團已經換了四位主奏吉他手，布魯斯·庫利克最終將會在樂團待上12年。除了吉恩·西蒙斯和保羅·史丹利之外，布魯斯·庫利克是待在接吻樂團中較為穩定的成員之一，但他從未在臉上化過樂團的招牌妝容和誇張舞台服。布魯斯·庫利克在底特律的科博中心首次以接吻樂團吉他手的身分演出。該場演出被拍攝為MTV專輯，後來發行為樂團的第一部家庭錄影帶。

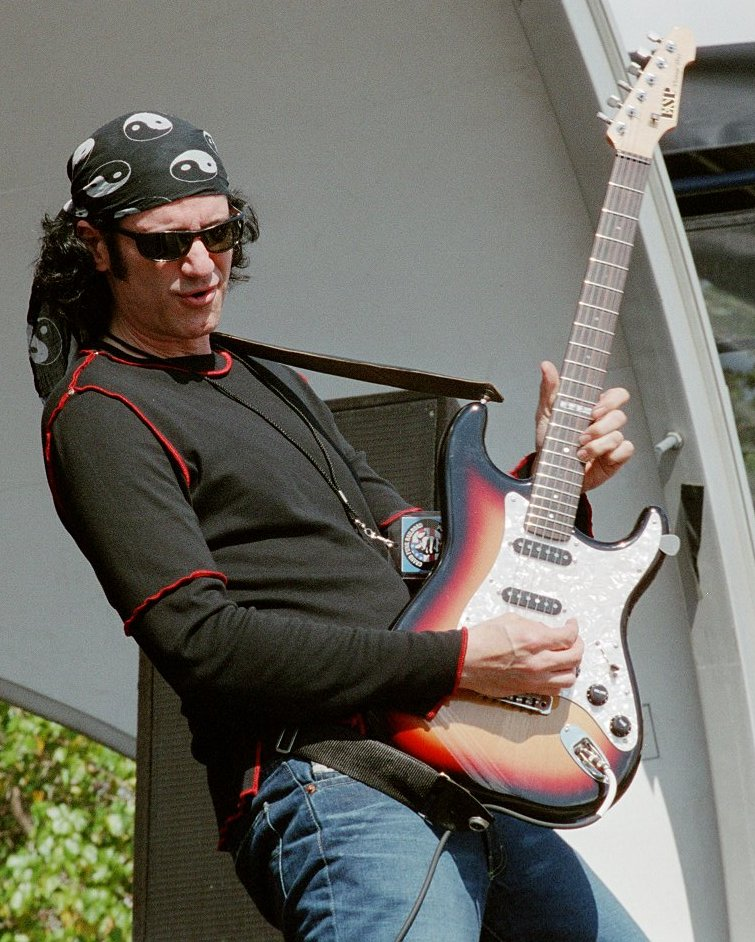
2002年的布魯斯·庫利克。

吉恩·西蒙斯、保羅·史丹利、艾瑞克·卡爾、布魯斯·庫利克的陣容是成軍以來最穩定的，在80年代後期，接吻樂團發行了一系列白金專輯：1985年的《避難所》、1987年的《瘋狂之夜》和1988年的《熱力四射》。《瘋狂之夜》是接吻樂團在美國海外最成功的專輯之一。單曲〈瘋狂之夜〉在英國單曲排行榜上位居第4，是他們在英國排名最高的歌曲。接吻樂團在1989年10月發行的第十五張錄音室專輯《熱力四射》是這黃金十年的尾聲，雖然這張專輯的銷量沒有達到白金唱片資格，但它產生了熱門歌曲〈永遠〉。這首歌是與麥可·波頓共同創作的，在美國告示牌百大單曲榜排名第8位，這是該樂團自〈貝絲〉之後的排名最高的單曲，並且是樂團的第二首十大單曲。
在此期間，接吻樂團的成員掙扎著要不要發展個人活動。吉恩·西蒙斯可以說是樂團在70年代時的靈魂人物，他在80年代後追求個人活動之後，對樂團的參與程度變得更少，最顯著的是電影事業。因此保羅·史丹利逐漸成為更突出的成員。1991年2月，樂團決定再次邀請鮑伯·艾思林製作他們的下一張專輯。然而在錄音開始之前，悲劇發生了。1991年3月，鼓手艾瑞克·卡爾的心臟部位出現腫瘤，很快動了手術摘除，然而4月份又在肺部發現更多的腫瘤，之後被確診為癌症。艾瑞克·卡爾接受了化學療法，病情稍有改善。不過在9月份的時候，因為突然腦出血被送往醫院，病情嚴重惡化，在1991年11月24日去世，享年41歲。巧合的是，英國著名的皇后樂團主唱佛萊迪·墨裘瑞也在同一天突然過世。
儘管遭受艾瑞克·卡爾突然離世的打擊，接吻樂團仍然前進著，並且找來資深鼓手艾瑞克·辛格填補位置。艾瑞克·辛格曾在1989年保羅·史丹利的個人巡演中擔任鼓手。他也與黑色安息日、蓋瑞·摩爾、麗泰·福特、荒原樂團、埃利斯·庫珀等音樂人一起演出過。1992年5月19日，接吻樂團發行第十六張錄音室專輯《復仇》。它的特點是更精細、更鋒利的聲音，如第一首單曲〈邪惡〉。在一個驚人的舉動中，接吻樂團邀請前成員維尼爾·文森幫助完成作曲任務。這張專輯在打入告示牌前十名，並獲得了金唱片認證。1992年春季開始美國巡演之旅，這次巡演記錄為1993年5月14日發行的第三張現場專輯《經典現場3》。四天後，接吻樂團獲選載入好萊塢搖滾大道。
在此期間，音樂界對接吻樂團的懷舊情緒開始升溫。1994年6月，水星唱片發行了致敬專輯《巴結我》，這是一張匯集當代音樂人的翻唱曲，包括已經在日本樂壇成名的歌迷YOSHIKI。混音採用折衷主義，例如藍尼·克羅維茲時髦版本的〈見鬼〉（史提夫·汪達在此曲吹奏口琴）、超大聲樂團演奏斯卡龐克版本的〈底特律搖滾城〉、鄉村歌王葛斯·布魯克斯的〈倒楣女〉、炭疽樂團的〈她〉、YOSHIKI彈奏了交響版的〈黑鑽石〉。
1995年，接吻樂團出版了一本自傳《接吻的歷史》，厚達440頁，重達9磅（4.1公斤），詳細記載了樂團的歷史，一時之間成為樂團歌迷瘋狂搶購的商品。同年，樂團展開始一場獨特且受到廣泛歡迎的號召全球接吻之旅。這些場次都是全天活動，展示復古的樂團舞台器材、樂器和紀念品、樂團的表演實況和經銷商在樂團生涯每個階段銷售的週邊產品。成員還在現場進行問答環節、舉行簽名會。在美國的第一個場次（1995年6月17日）上，創始陣容中的鼓手彼得·克里斯出現在舞台上，合作演出了〈倒楣女〉和〈無路可退〉兩首曲子，這是他近16年來第一次公開表演。

### 原始陣容團聚（1995－2001年）
1995年8月9日，和很多音樂人一樣，接吻樂團也在電視節目《MTV原音重現》上演出。樂團聯繫了兩位創始成員——彼得·克里斯和艾斯·弗利，並邀請他們參加此次活動。這消息立刻引起了各界注意，兩人都在舞台上演奏了幾首歌曲，包括〈貝絲〉、〈無路可退〉、〈徹夜搖滾〉。《MTV原音重現》播出後引發外界持續幾個月的猜測，認為最原始的接吻樂團陣容可能會重組。然而，在之後的幾個星期裡，樂團仍是以現有陣容回到睽違三年的錄音室進行新專輯的工作，後至於1996年2月完成。但其發行時間推遲了近兩年，直到1997年10月28日才以《心靈盛宴》為名發表。在正式發行前，新歌基本上都曝光了，導致盜版橫行。值得一提的是，這張專輯風格和以前很不一樣，歌迷對這張專輯的評價褒貶不一。雖然接吻樂團繼續以現有陣容公開活動著，但原始陣容的重組安排正在進行。這些努力最終導致了一場公開活動，就像1983年以來樂團在MTV上曝光的一樣引人注目。
| “               | 你們都知道葛萊美獎曾經是怎麼樣的，所有的人都穿西裝，每個人看起來都很累，沒有驚喜。我們厭倦了這一點，我們需要不同的東西、新奇的東西，我們需要震撼人心......所以，就讓我們震撼人心吧！ | ” |
| ——吐派克·夏庫爾 | |   |

上面這段介紹詞是1996年2月28日第38屆葛萊美獎頒獎典禮中，饒舌歌手吐派克·夏庫爾在介紹接吻樂團出場時說的，當他們現身時引起熱烈的掌聲，原來是接吻樂團的原始陣容，而且是以1977年《愛情槍械》時期的妝扮登台。4月16日，樂團在紐約市的無畏號航空母艦上舉行新聞發布會，重組後的接吻樂團將進行大規模的全球巡演，並且還介紹了新經紀人多克·麥吉。這場發布會由康納·歐布萊恩主持，並且在全世界58個國家進行了電視轉播。4月20日，47分鐘內就售罄第一場演出近4萬張門票。1996年6月15日，重組後的接吻樂團在爾灣KROQ維尼羅斯特上登台，進行一個小時的熱身表演，當時樂團幾乎把舞台給燒了。6月28日，樂團的全球巡演在底特律老虎體育場展開，場內共計有39,867名觀眾。巡迴演出歷時一年，共演出192場，收入達4360萬美元。平均出席人數13,737人是該樂團歷史上最高的。

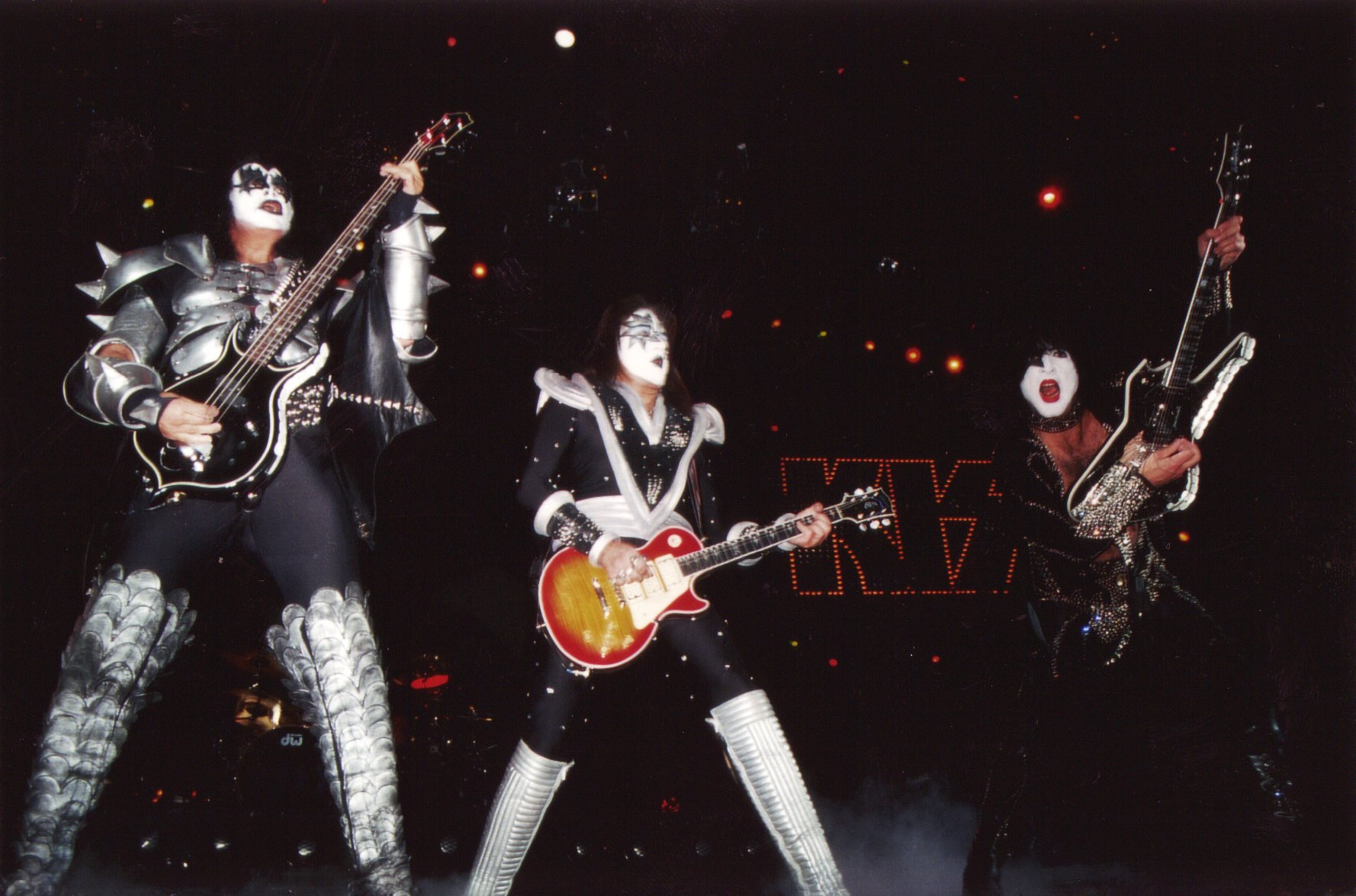
1999年的接吻樂團。

1998年9月，發行第十八張錄音室專輯《瘋狂馬戲團》。雖然這是自1979年《王朝》之後的第一張原始陣容專輯，但彼得·克里斯和艾斯·弗利的貢獻卻很少，大部分主奏吉他部分都是托米·賽耶彈奏的，他將在2002年加入接吻樂團。前成員布魯斯·庫利克參與了四首歌曲。錄音支援樂手凱文·瓦倫丁（Kevin Valentine）負責大部分的鼓聲。儘管存在爭議，這張專輯還是接吻樂團原始成員的名義發行，並且在告示牌排行榜上位居第3名，這是樂團有史以來排名最高的專輯（直到2009年的《音爆》拿到更高的第2名）。主打歌〈瘋狂馬戲團〉還獲得葛萊美最佳硬搖滾演奏獎提名。
1998年萬聖節，接吻樂團以洛杉磯的道奇體育場為第一站，展開瘋狂馬戲團巡迴之旅，並在全美國的調頻廣播中同步聯播，還首次用三維特效的方式進行舞台表演，被認為是樂團另一種成功的里程碑。1999年1月31日，樂團在邁阿密第三十三屆超級盃開幕式上表演。8月11日，樂團在「唱片業」類別中入選好萊塢星光大道。8月13日，由愛德華·福隆主演的美國喜劇電影《搖滾新世代》上映，描述1978年四名青少年爭取接吻樂團演唱會門票的故事。
接下來的一個月，接吻樂團與世界冠軍摔角聯盟簽署一份協議，合作推出一個以接吻樂團為主題的摔角選手，名為「惡魔」戴爾·托爾堡，其臉部化妝類似吉恩·西蒙斯。接吻樂團在也在節目上表演了〈雷神〉，當晚的一首表演就讓樂團收到50萬美元的演出費。根據摔角選手迪恩·馬連科，這次節目是有史以來評價最低的。「惡魔」摔角手這個角色也只存在很短暫的時間，與接吻樂團的所有關聯最終都被世界冠軍摔角聯盟剪掉，當時他的負責人艾瑞克·比绍夫在當年9月份被開除。
接吻樂團於2000年初宣布，他們將在夏天展開美國接吻樂團告別之旅，巡演於2000年3月12日啟動。樂團很快為巡演加開了場次，巡演的最後一站為2001年4月。2000年還發行了一款電腦遊戲《接吻樂團：瘋狂馬戲團：夢魘之子》，這是基於陶德·麥法蘭製作的漫畫系列《接吻樂團：瘋狂馬戲團》設計。

### 陣容團聚後（2001－2008年）
2000年10月7日，在北查爾斯頓的演唱會尾聲時，彼得·克里斯摧毀了他在舞台上的鼓座。雖然歌迷們認為這是表演的一部分，但實際上這是彼得·克里斯的情緒爆發導致，這是他巡演中的最後一場表演。2001年1月31日，在告別巡迴演唱會的日本和澳大利亞之行前夕，彼得·克里斯突然離開了接吻樂團，因為合約中的酬勞部分與樂團有糾紛。接替他的是前任鼓手艾瑞克·辛格，他繼續化著彼得·克里斯的妝，這在歌迷之間引發了不滿情緒。實際上，艾斯·弗利和彼得·克里斯的化妝主題都是吉恩·西蒙斯和保羅·史丹利設計的，所以「貓人」的所有權是在吉恩·西蒙斯和保羅·史丹利手裡，因此艾瑞克·辛格裝扮成「貓人」在法律上並無不妥。
隨著樂團將要退休，2001年11月20日發行了《接吻典藏盒組》，這套專業音樂專輯由5張光碟、94首曲目、120頁的彩色小冊子組成。同年夏天，又發行了可能是接吻樂團週邊商品中最離譜的產品 ─ 接吻樂團棺材。在介紹這個樂團棺材時，吉恩·西蒙斯開玩笑說：「我喜歡活著，但這另類的東西看起來真是太屌了」
。被槍擊身亡的潘特拉吉他手戴姆拜格·達雷爾，死後就是用接吻樂團棺材下葬的。
2001年12月4日，接吻樂團成為國家錄音藝術與科學學院紐約分會英雄頒獎儀式的獲獎者之一。國家錄音藝術與科學學院在美國各地有12個分會，因此全年共有12個儀式，每個榮譽獲得者都會得到最接近其居住地的分會榮譽。透過獲得國家錄音藝術與科學學院更名為「錄音學院榮譽獎」的這項榮譽，接吻樂團實際上獲得了國家錄音藝術與科學學院第二高的職業榮譽，該獎項僅次於葛萊美終身成就獎。在2001年餘下的時間，樂團的活動相對較少，但2002年開始引發一些爭議，因為吉恩·西蒙斯與主持人泰瑞·格羅斯一起參加全國公共廣播電台一次有爭議的採訪。2002年2月，接吻樂團在猶他州鹽湖城2002年冬季奧林匹克運動會閉幕式上表演，這是艾斯·弗利最後一次以接吻樂團成員的身分出現。
2002年3月6日，樂團在牙買加崔勞尼區度假村舉行了一場私人音樂會。艾斯·弗利不再與樂團續約，因此沒有與隨著樂團前往演出，取而代之的是支援樂手托米·賽耶，他也裝扮成艾斯·弗利的「太空人」角色。同月，樂團在美國情景喜劇《70年代秀》中客串演出（8月播出）。托米·賽耶於2002年4月再次與接吻樂團合作演出，當時樂團在《迪克·克拉克的美國演奏會50週年紀念》表演了〈底特律搖滾城〉，節目於5月3日播出。
2003年2月28日，接吻樂團前往澳大利亞，並在達克蘭體育館（當時稱為澳大利亞電信巨蛋）與墨爾本交響樂團共同演出，實況後來收錄在現場專輯《交響詩篇 - 經典現場4》。托米·賽耶再次擔任主奏吉他手，而彼得·克里斯回到了樂團。這張專輯是透過聖殿唱片首次發行的，後來版權賣給了環球唱片，環球唱片也是接吻樂團著作版權的部分所有者。
儘管此前接吻樂團宣稱2000年的告別巡演是他們退出樂壇最後的演出，但是在2003年的時候卻和史密斯飛船聯合巡演。而此時艾斯·弗利宣布他將永久退出接吻樂團，他認為接吻樂團告別之旅就是接吻樂團的最後一次了，他還表示並不想繼續和史密斯飛船聯合巡演。隨著托米·賽耶與接吻樂團的合作越來越密切，他正式取代了艾斯·弗利，樂團成為新陣容，永久以托米·賽耶為「太空人」、艾瑞克·辛格為「貓人」。不過在這次巡迴演出中，仍然以彼得·克里斯為鼓手，樂團推出了「白金級套票」，其中最昂貴的套票價格為1,000美元。此套裝包括前五排的座位，演出後可與接吻樂團見面並交流，並與成員們合照留念。2003年的接吻樂團巡迴演唱會總收入超過6400萬美元，在那一年排名世界第七高的票房。
2004年3月，彼得·克里斯的合約到期了，而吉恩·西蒙斯和保羅·史丹利沒有和他續約。彼得·克里斯在他的網站上表示：「又來了，沒有人打電話給我，也沒告知我的律師有關未來巡演的延期。身為創立這支樂團的成員，這是很不尊重我的，也很不尊重讓我們成為世界最大樂團之一的歌迷們」。彼得·克里斯在2004年的一次電台採訪中表示，吉恩·西蒙斯和保羅·史丹利將開始經營一個新的接吻樂團，並且覺得他自己已經太老了，沒辦法連續兩個小時一直打鼓（彼得·克里斯在當時差不多59歲）。
2004年夏天，接吻樂團展開世界巡迴演唱會，以毒藥樂團擔任暖場團。巡演於8月在墨西哥城舉行，門票售罄。2005年12月13日，發行這次巡演的影像作品《搖滾全國現場！》。保羅·史丹利在巡迴中途進行了兩次手術，治療他的髖關節，所以行動不便。搖滾全國巡迴演唱會結束後，接下來的數年間，接吻樂團只有零星的表演。在2005年演出了兩場節目，2006年又演出了六場。2006年的四場節目是7月的日本音樂會，其中包括7月22日和23日，作為2006年Udo音樂節的壓軸樂團。2007年7月舉辦了四場音樂會，在7月27日的最後一次演出之前，保羅·史丹利因為心律不整住院。在他缺席的情況下，接吻樂團自1982年以來首次在台上只有三個人表演。這也是保羅·史丹利在他34年從事音樂活動期間第一次缺席接吻樂團的表演。
2006年5月25日在拉斯維加斯舉行的首屆「VH1搖滾榮譽」活動中，接吻樂團連同皇后樂團、威豹樂團和猶大祭司一起榮獲此殊榮。2006年4月9日，美聯社宣布這一事件說：「搖滾名人堂看起來有了競爭對手」。在「VH1搖滾榮譽」當晚的典禮上，由主唱羅伯·殭屍、吉他手史萊許、貝斯手史考特·伊恩、鼓手托米·李、吉他手吉爾比·克拉克組成一支臨時的超級致敬樂團，與保羅·史丹利一起在台上翻唱了〈雷神〉，接吻樂團隨後也表演了數首熱門歌曲。
2006年6月，吉恩·西蒙斯和保羅·史丹利出席了默特爾比奇的接吻樂團咖啡屋開幕儀式。2006年8月5日，大約有兩百名接吻大軍的會員在搖滾名人堂前遊行抗議，原因是接吻樂團一直沒入選搖滾名人堂，而搖滾名人堂基金會認為接吻樂團沒有資格（被提名者發行的第一張商業專輯／單曲需有25年以上歷史，並且對搖滾樂的發展有卓越貢獻）。正因為這個標準才引起接吻大軍會員的不滿，因為按照這樣的標準，接吻樂團在1999／2000年以來便已具備入選資格，這次遊行是有史以來第一次由歌迷組織的，據說在澳大利亞墨爾本的接吻大軍也準備遊行抗議，但最後取消了。對此軒然大波，吉恩·西蒙斯和保羅·史丹利表示，搖滾名人堂對接吻樂團來說沒什麼意義（據說搖滾名人堂基金會曾要求吉恩·西蒙繳納入堂費，結果被他拒絕）。2006年10月15日，吉恩·西蒙斯、保羅·史丹利和彼得·克里斯成為長島音樂名人堂的首次入選者。
保羅·史丹利在2006年10月24日發行了他的第二張個人專輯《天生贏家》，並進行了簡短的個人巡迴演出。同年10月31日，樂團發行了《接吻學第一卷 - 1974–1977》，這是預計發行十部影像套裝作品中的第一部，包括完整的演唱會錄影、訪談和未曾公開過的剪輯片段。這部影像作品受到了極大的歡迎，到2007年1月為止，僅在美國的銷量就達到5×白金唱片的銷量級別。2007年8月14日，發行《接吻學第二卷 - 1978–1991》，在10月24日獲得美國唱片業協會6×白金唱片認證。2007年12月18日，發行《接吻學第三卷 - 1992–2000》，獲得8×白金唱片認證。保羅·史丹利在2008年夏天接受挪威的廣播電台採訪時表示，將會出版更多的套裝作品，但沒有提供任何細節。
2007年4月5日，前任吉他手馬可·聖約翰因明顯的腦出血死亡，享年51歲。在1984年被迫離開接吻樂團之後，馬可·聖約翰組成了華麗金屬樂團白虎，但三年後就解散。1990年，他與彼得·克里斯在一個名為翼庇（Keep）的樂團中進行短暫的合作，該樂團只演出過一次，也沒有錄製作品。馬可·聖約翰晚年大部分時間都沒有出現在公眾視野中，但偶爾會出現在接吻樂團的歌迷見面會上。
接吻樂團在2008年加快了步伐，開始了近十年來第一次的歐洲巡演之旅。2008年1月30日，保羅·史丹利證實樂團將展開35周年世界巡迴演唱會，在歐洲、澳大利亞和紐西蘭舉辦體育館和體育場級別的大型表演。2008年3月16日，樂團在亞伯公園賽道的澳洲大獎賽閉幕式表演，並在布里斯本和雪梨演出，作為本次巡演的一部分。2008年3月22日和23日在紐西蘭惠靈頓表演，同場演出的還有奧茲·奧斯本、白蛇樂團、毒藥樂團、埃利斯·庫珀、妖怪樂團，以及由維塔工作室提供的特效。
整個2008年的夏天，接吻樂團以音樂節壓軸和自己的專場演出，創下了約40萬人觀賞的記錄。作為這次巡迴演出的一部分，樂團於6月13日在英格蘭多寧頓公園的下載音樂節擔任壓軸。三天後，他們在荷蘭奈美根的阿羅搖滾音樂節擔任壓軸。6月28日，在比利時德塞爾的金屬會議音樂節擔任壓軸，這是接吻樂團35周年歐洲巡迴演唱會的最後一場表演。作為巡演的一部分，8月4日在美國斯特吉斯摩托車集會上演出，南達科他州州長邁克·朗茲宣布2008年8月4日為南達科他州的“接吻搖滾樂日”。2008年9月，吉恩·西蒙斯和保羅·史丹利都證實有關35周年世界巡迴演唱會將於2009年初繼續廣泛的巡迴北美各大城市。後一次巡迴演出包括4月5日阿根廷、4月7日和8日巴西、4月14日秘魯，以及委內瑞拉和智利。那年夏天，接吻樂團回到北美繼續巡演，7月18日從哈利法克斯開始。

### 《音爆》和《怪獸》（2008－2012年）
距離他們發行上一張錄音室專輯十多年、長期以來一直否認想要製作新專輯後，吉恩·西蒙斯和保羅·史丹利改變了主意。在2008年11月，保羅·史丹利向搖滾攝影師羅斯·哈爾芬表示，一個新的接吻樂團專輯在製作中。保羅·史丹利本人將成為製作人，這張專輯將有一種「接吻樂團真正70年代的音色」。同月稍晚的時候，吉恩·西蒙斯和保羅·史丹利都公開證實接吻樂團將有新專輯，而且已經有4首歌曲錄好了。2009年5月，樂團在電視節目《美國偶像》中亮相，並和亞當·藍伯特一起表演了〈底特律搖滾城〉與〈徹夜搖滾〉。
2009年7月，保羅·史丹利宣布將於2009年10月6日發行新專輯，包括一張全新曲的光碟、2008年日本獨家專輯中著名的精選輯（《地獄列傳》的重新錄製版本）在阿根廷布宜諾斯艾利斯錄製的現場影像。新歌〈摩登戴利拉〉於2009年8月19日公開並在電台首播，成為這張新專輯的首支單曲。這首歌是接吻樂團自1998年發行的《給你最好的》後十一年來的首支單曲。這首歌得到了評論家和歌迷的好評，並與樂團70年代的作品相提並論。為了宣傳這張新專輯，樂團於2009年10月6日在《大衛深夜秀》參與錄影，同一天發行了第十九張錄音室專輯《音爆》，登上告示牌二百大專輯榜第2名，是接吻樂團成軍後的最高名次。10月7日參加《吉米夜現場》的現場直播。《音爆》在發行的第一周內賣出了108,000張。
2009年9月25日，接吻樂團35周年北美巡迴演唱會在底特律的科博中心開幕，兩晚演出都拍攝成DVD版本。這是樂團在那裡的最後一次表演，因為該場地後來為了翻新工程而關閉。萬聖節當晚，樂團在路易斯安那州紐奧良舉行的2009巫毒藝術音樂節登場。在2009年11月9日溫尼伯MTS中心演出時，其中一個照明桁架被煙火點燃，必須降下桁架才能撲滅火勢。樂團也在此時突然表演了歌曲〈消防隊〉，大約五分鐘後就撲滅了火災。現場無人受傷，演出繼續進行。

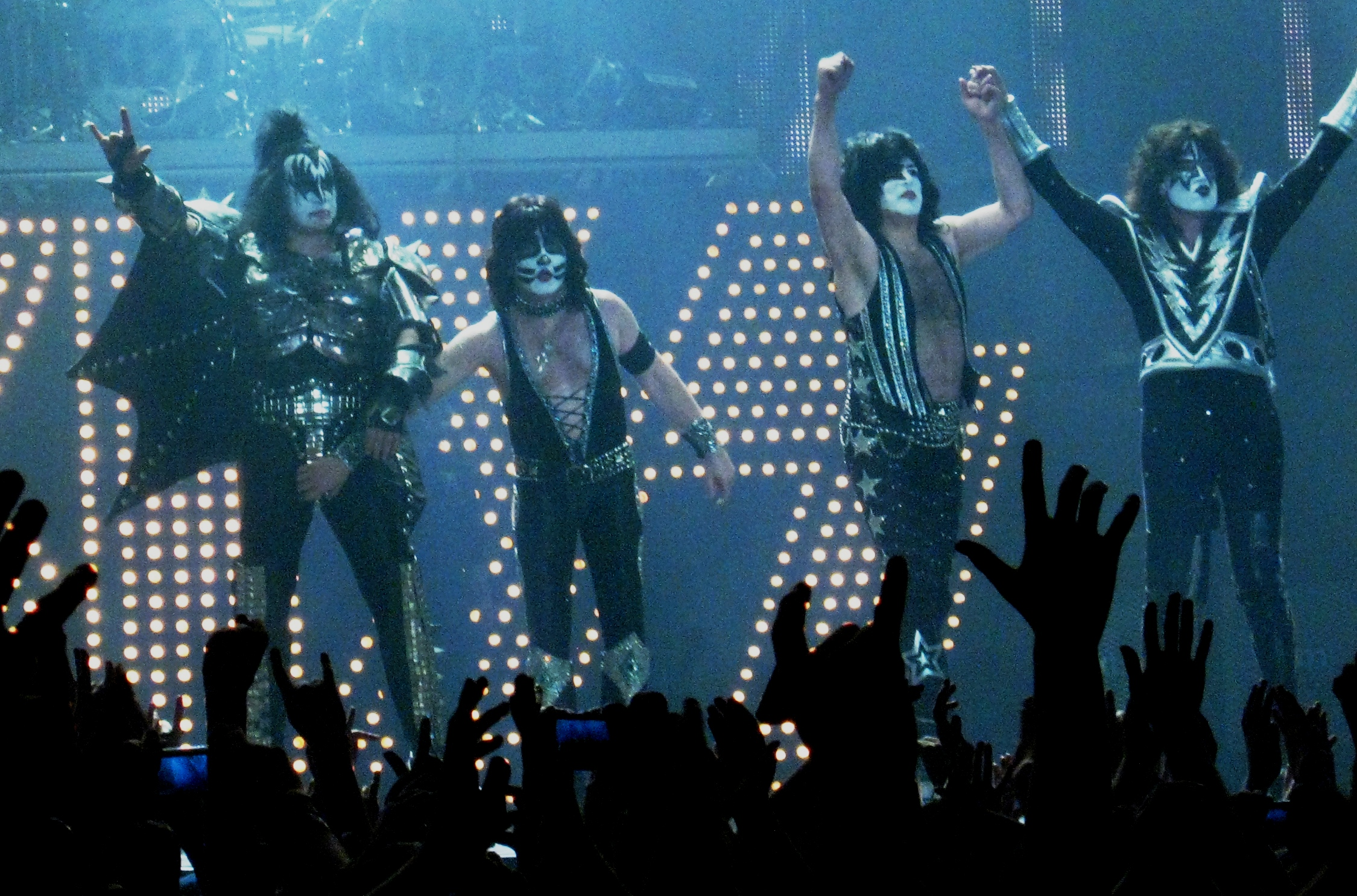
2010年的接吻樂團。

接吻樂團於2010年5月開始了歐洲巡演的行程。2010年6月28日，66歲的前任經紀人比爾·艾考因癌症過世時，樂團遭遇了第三次悲劇。吉恩·西蒙斯和保羅·史丹利說：「他就像接吻樂團的第五名成員」。這次巡演包括他們十一年來首次參加英國舞台表演，並首次在斯洛伐克演出。樂團於2010年7月在美國的兩個城市（夏安及邁諾特）登台演出。他們還參加了印第安納州博覽會和9月份的明尼蘇達州博覽會。他們也於2010年8月17日在紐約的薩拉託加表演藝術中心短暫露面。7月23日，樂團開始了地表最轟動巡迴演唱會，在美國、加拿大和墨西哥演出了很多場次。
2011年4月13日，樂團開始錄製新專輯，預計在同年稍晚的時候發行，吉恩·西蒙斯表示，這張專輯「將成為《音爆》的延伸，非常相似，直白的搖滾歌曲，沒有情歌、沒有鍵盤、沒那些有的沒的，只有搖滾」。樂團還使用了老式的類比設備，而不是更現代化的數位錄音設備。吉恩·西蒙斯說：「科技是一個蠱惑人心的婊子，她會勾引你，你按下這個鈕就不必再做任何事了。但類比是你生命中的真愛，你可以努力突破極限，而且總是會得到意外的回饋。這張新專輯的實際錄製過程是24軌錄音帶和一個古老的三叉板，盡可能多的真空管，你需要真空管、電力和厚木材來製造這麼厚的音色」。

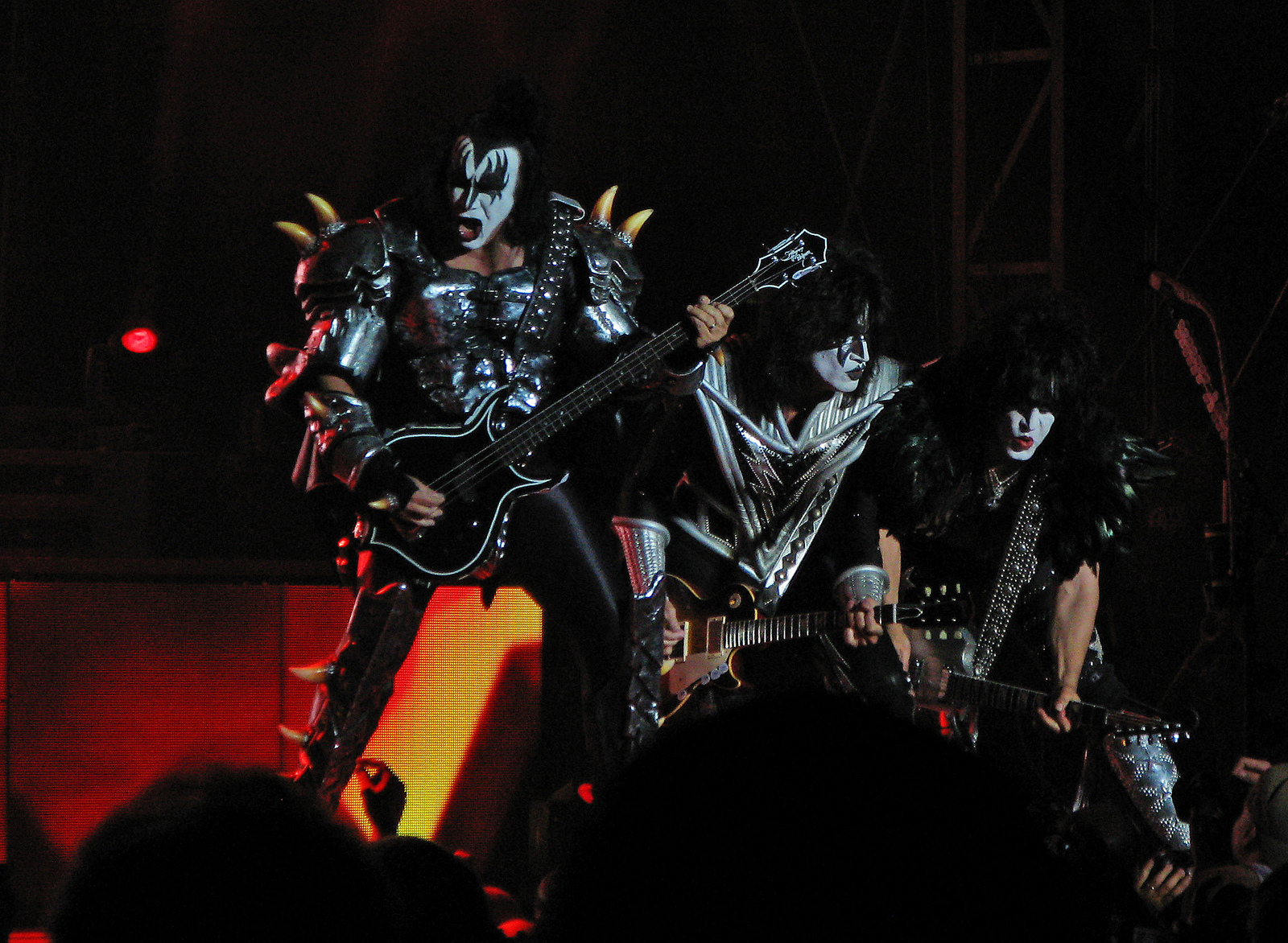
2012年的接吻樂團。

2011年3月，吉恩·西蒙斯在訪問以色列時宣布他有計劃帶著接吻樂團到該國表演。2011年夏天，樂團在美國和加拿大等地表演，去參加他們很久沒有去過的音樂節活動，它被稱為「失落的城市之旅」。 2011年8月21日，樂團官方網站宣布，下一張專輯將被稱為《怪獸》。新專輯原定於2011年秋天發售，但後來推遲到2012年1月，並且一直延期到2012年6月至7月，於2012年10月正式發行。2012年3月，怪獸迷你高爾夫在拉斯維加斯開幕，該設施是一個18洞的室內小型高爾夫球場，設有街機遊戲機台、禮品店和眾多樂團的紀念品展示，接吻樂團全員也參加了盛大的開幕儀式。
2012年3月20日，樂團在《吉米夜現場》節目中出現。同一天舉行的新聞發布會宣布了夏季北美巡演計畫，名為接吻小丑之旅，與克魯小丑聯合巡迴演出。巡演從7月20日開始，到10月1日結束。單曲〈地獄或哈利路亞〉於2012年7月2日在國際市場上發行，7月3日在北美發行。第二十張錄音室專輯《怪獸》於2012年10月9日在北美發行，引起關注和歌迷的好評，登上告示牌二百大專輯榜第3名，在許多國家的專輯排行榜上也擠入前十名。
樂團於2012年11月7日在阿根廷布宜諾斯艾利斯的紀念碑球場開啟了怪獸巡迴演唱會，並在聖地亞哥、亞松森、阿雷格里港、聖保羅和里約熱內盧加開了六個南美洲場次，一直排到11月18日。澳大利亞行程開始於2013年2月28日，並邀請了克魯小丑、瘦李奇擔任嘉賓。六月至八月期間，樂團在歐洲和加拿大進行了大量的巡演，然後在十月份進行了日本巡演。

### 成立40週年、搖滾名人堂與國際合作（2013年－2015年）

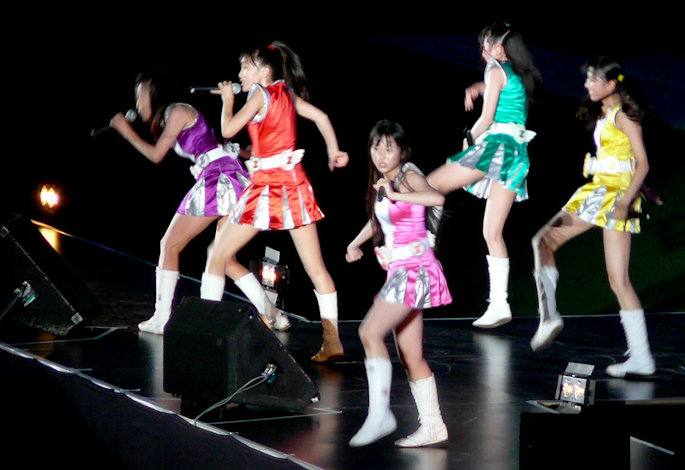
2015年，接吻樂團首次與其他音樂團體合作發行了作品，他們與日本偶像團體桃色幸運草Z合作。

2013年8月15日，有消息稱接吻樂團購買了室内美式足球聯盟擴展專營權的一部分，於2014年在加利福尼亞州安那翰的本田中心開始比賽。吉恩·西蒙斯、保羅·史丹利和經理麥吉聯合擁有這支球隊，稱為洛杉磯之吻。吉恩·西蒙斯和保羅·史丹利都是室内美式足球聯盟的球迷。
2014年3月17日，接吻樂團宣布與威豹樂隊合作。吉恩·西蒙斯在南美洲與喬·埃利奧特巡演後，兩人談到了他們的樂團合作。2014年6月23日至8月31日，兩支樂團在42個城市巡迴演出，每張門票的收益都捐給非營利組織傷兵援助計畫等軍事慈善機構。在樂團41年的歷史中，接吻樂團首次出現在2014年4月10日（第1206期）的《滾石》雜誌封面上。2014年4月10日，接吻樂團入選了搖滾名人堂。 雖然樂團沒有在典禮上表演，但最初的四名創團成員（吉恩·西蒙斯、保羅·史丹利、艾斯·弗利和彼得·克里斯）都出席了布魯克林區的第29屆年度儀式上，接受他們的樂壇榮譽。
2015年1月28日，接吻樂團與日本女性偶像團體桃色幸運草Z合作發行了單曲〈在夢之浮世盛開吧〉，這是接吻樂團第一次與另一位音樂人合作發行唱片。在日本，它發行了桃色幸運草Z版和接吻樂團版兩個版本。在合作之前，接吻樂團的成員觀看了桃色幸運草Z的演唱會影片，後來在採訪中評論道：「壯觀的表演！偉大的編舞！我們以前從未聽過這種音樂。這是兩種世界的碰撞，做一些令人難以置信的事情，用音樂的力量震撼世界」。

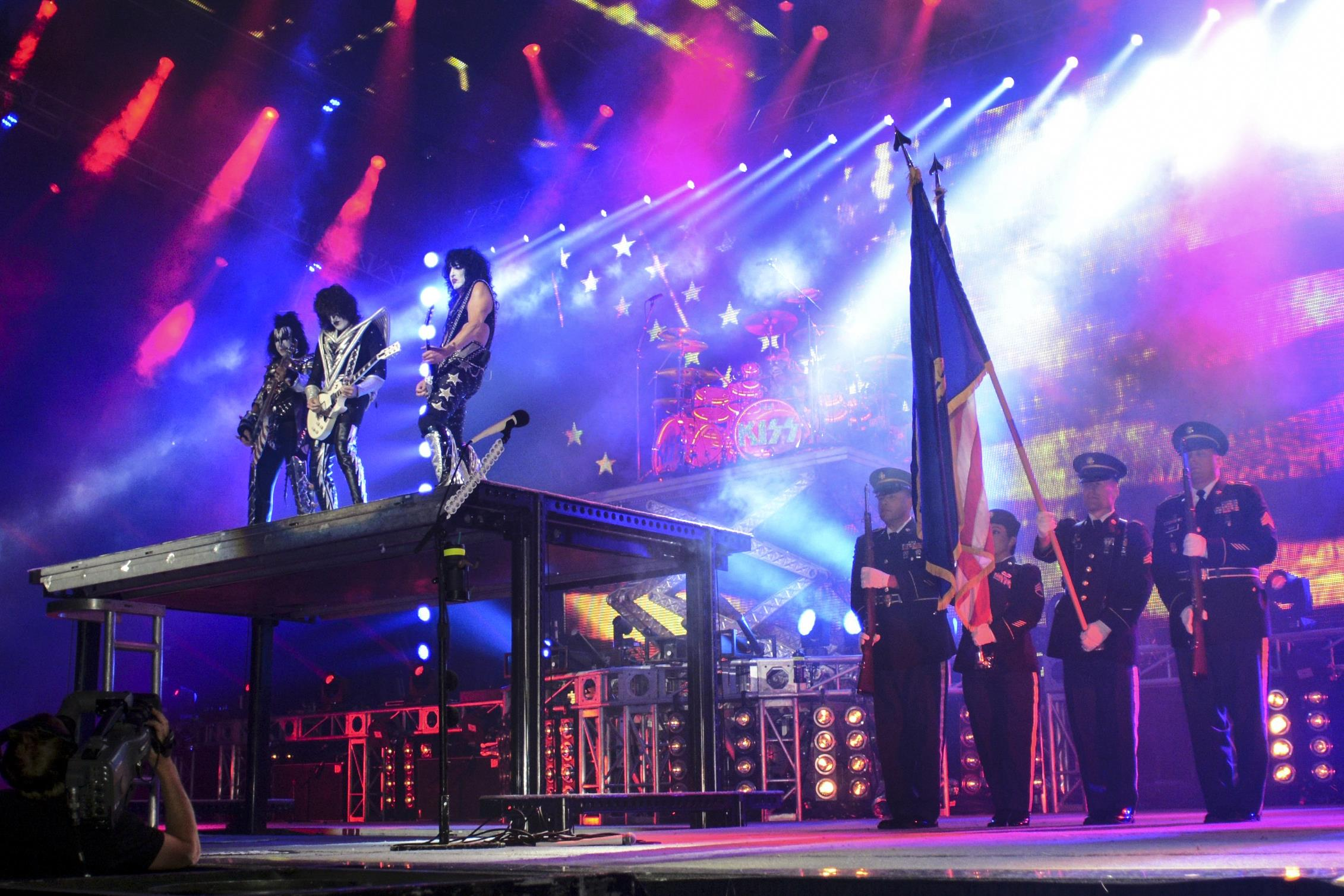
2016年的接吻樂團。

2015年9月15日，美國唱片業協會宣布接吻樂團在該協會63年的歷史中，獲得的金唱片數量超過所有的美國樂團，共有30張金唱片獎（包括1978年的四張樂團成員的個人專輯）。美國唱片業協會首席執行長兼董事長凱里·謝爾曼評論道：「對於一支老牌樂團來說，這是一項非凡的成就。四十年後，樂團仍在搖滾。祝福接吻樂團在他們的金唱片里程碑中繼續取得成功」。
在2016年，接吻樂團宣布了一個夏季巡迴演唱會，命名為自由搖滾之旅，以不常去的城市和更小的場地為主。巡演在整個夏季進行，並邀請迦勒·約翰遜和雛菊之死暖場。2016年12月13日，接吻樂團在《美國好聲音》第11季冠軍賽結尾演出。
關於接吻樂團是否會錄製另一張專輯也有相互矛盾的報導。吉恩·西蒙斯在採訪中表示肯定，並表示他有為新專輯創作了歌曲。然而保羅·史丹利和托米·賽耶卻對此表示異議，並透露他們無法承諾會推出新作，而且樂團可以在沒有新歌的情況下繼續前進。2016年，吉恩·西蒙斯和保羅·史丹利在美國喜劇電影《惱爸偏頭痛》中客串飾演自己，並在片中表演接吻樂團的歌曲。

## 音樂風格
接吻樂團通常被歸類為硬式搖滾、驚悚搖滾和重金屬音樂。他們70年代的大部分錄音室專輯，特別是1974年至1977年發行的前六張以及1982年的《暗夜生物》，都以硬式搖滾或傳統重金屬風格為特色。1979年的《王朝》和1980年的《卸下面具》則以更多的迪斯可音樂和流行搖滾為特色，而1981年《昔日的音樂》則具有前衛搖滾的特徵。1983年，樂團從《舔個夠》開始素顏、拋棄了招牌妝容，在他們的聲音和視覺形像中融入華麗金屬元素。後來，到了90年代初期，他們的音樂方向越來越厚重，並放棄了華麗金屬的主流音色。90年代中期，樂團新歌又回到成軍之初的音樂風格。
他們的音樂被描述為「在商業性上有力的融合了流行歌曲，拳頭猛擊般的硬式搖滾，由響亮吉他、甜膩旋律、清晰弦樂、動人的流行記憶點和抒情歌組成，這是一種招牌音色，為體育場搖滾和具有流行特色的金屬樂奠定了基礎，並在80年代後期主導了搖滾樂發展」。1973年，《滾石》雜誌首次評論接吻樂團時，將他們描述為「美國版的黑色安息日」。《滾石》雜誌在對《炙熱閻獄》的評論中指出，「用雙吉他敲擊可愛的即興重覆段，貝斯和鼓很可靠的撐起低音部分，接吻樂團發出了一種迷惑人心、控制狂、雷鳴般的歇斯底里」。與此同時，《搖滾音樂》雜誌的班寧頓·布朗說：「由於其成員的詭異、如同歌舞伎般的妝容，鑲滿鉚釘的黑皮衣和致命的舞台火力——無論是音樂還是文字——接吻樂團在1974年代表了最極端的搖滾樂」。

## 影響

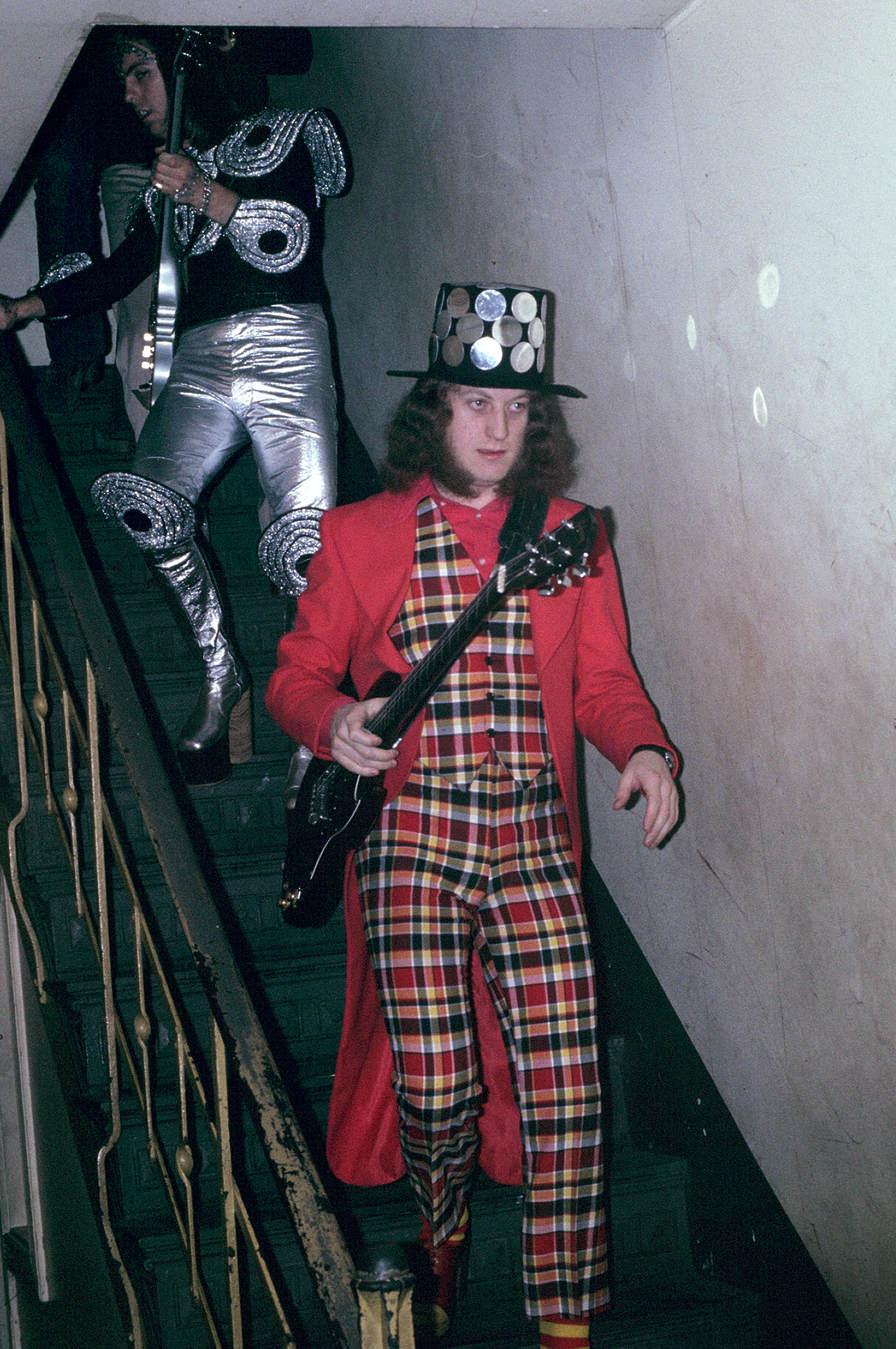
英國華麗搖滾樂團史萊德樂團（照片是1973年）是接吻樂團的影響源頭之一。

接吻樂團受到埃利斯·庫珀和紐約玩偶的強烈影響，以及貓王、滾石樂隊和何許人。吉恩·西蒙斯則表示「他們的音樂靈魂來自英格蘭」，披頭四樂團、特別是庭中鳥三位吉他手吉米·佩奇（後來組成齊柏林飛船）、艾瑞克·克萊普頓和傑夫·貝克之間的三重奏是他稱頌的英國音樂團體之一。吉恩·西蒙斯表示：「我們有那麼多英式樂句，如果不是英國樂壇的影響力，這裡就不會有現在的我們。〈徹夜搖滾〉其實是史萊德樂團〈我們現在都瘋了〉的私生子」。在他的自傳《接吻和化妝》中，吉恩·西蒙斯針對史萊德樂團表示：「我們喜歡他們與人群互動的方式、他們寫歌的方式...我們想要跟他們同樣的能量，同樣不可抗拒的坦率」。
接吻樂團自己也成為許多著名音樂人和樂團的啟蒙或典範，特別是日本搖滾／重金屬樂團X JAPAN，他們是接吻樂團最著名的名人歌迷之一。其他受影響的還包括妖怪樂團、塔肯樂團、槍與玫瑰、克魯小丑、鐵娘子、潘特拉、毒藥樂隊、史奇洛、滑結樂團、范海倫、黑紗新娘、金屬製品、麥加帝斯、炭疽樂團、珍珠果醬樂團、九寸釘樂團、聲音花園。
巡迴演唱會的舊規則也被接吻樂團所改變，他們設計的舞台建立了獨特性。巡迴規模變得更大，運載了更多的工作人員和設備，包括機組、服裝，音響、燈光和煙火裝備，這些物品都需要更多的貨車運輸，總成本增加數百萬美元。接吻樂團還創新了演唱會週邊商品，使銷售額大幅擴張，向演唱會觀眾銷售商品的金額，對填補演唱會成本的開支有很大助益，更為樂團帶來了利潤，並且能在不依賴收音機的情況下，讓他們具有更多的存在感和影響力。其他的樂團紛紛效仿接吻樂團，也透過在演唱會現場銷售他們自己的週邊商品，這種做法在80年代變成是必要的，而且音樂界也開始願意提高巡演的成本。

## 招牌妝容設計
保羅·史丹利在1996年承認：「我們總要歷經一番折磨才能完美的將招牌妝畫到臉上。我被黑色眼妝弄瞎好幾次，我記得發生了好多次......一開始，白色顏料是用可以在隨便一家藥房買到的氧化鋅乳霜，當時我們不知道自己在幹麻，只是想把整張臉塗成白色，所以就把超多的氧化鋅拍打塗抹在臉上，最後我們按照自己的方式，研發出專屬的『小丑白』。Stein's和蜜絲佛陀製造的最好用。......一開始，黑色是用媚比琳防水眼線筆畫的，但它會龜裂，因為它只能用來在眼睛周圍劃線，想畫成一個大星星就不行了，現在我們改用黑色的油脂棒，這是一種更持久的顏料，彼得·克里斯和艾斯·弗利塗的銀色是Stein's製造的，而且它還有金屬金或金屬銀......有一次氣溫太高，導致我們出了問題，我記得那次表演的現場超級熱、超級潮濕，臉妝就像下雨似的奔流，我們只能趁在歌曲之間的空檔，跑到舞台旁邊抹上更多的小丑白！」

星之子 保羅·史丹利
惡魔 吉恩·西蒙斯
太空人 艾斯·弗利 托米·賽耶
貓人 彼得·克里斯 艾瑞克·辛格
狐狸 艾瑞克·卡爾
安卡勇士 維尼爾·文森

馬可·聖約翰和布魯斯·庫利克是在樂團素顏時期才加入的，所以他們兩人沒有化過招牌妝。這些招牌化妝設計已在美國專利及商標局註冊版權，兩位在籍的創始成員吉恩·西蒙斯和保羅·史丹利持有「星之子」、「惡魔」、「貓人」、「狐狸」、「安卡勇士」的所有權和許可權。「太空人」的化妝設計版權則由艾斯·弗利持有，租賃給吉恩·西蒙斯和保羅·史丹利使用。

## 成員列表
參見主條目：接吻樂團成員列表

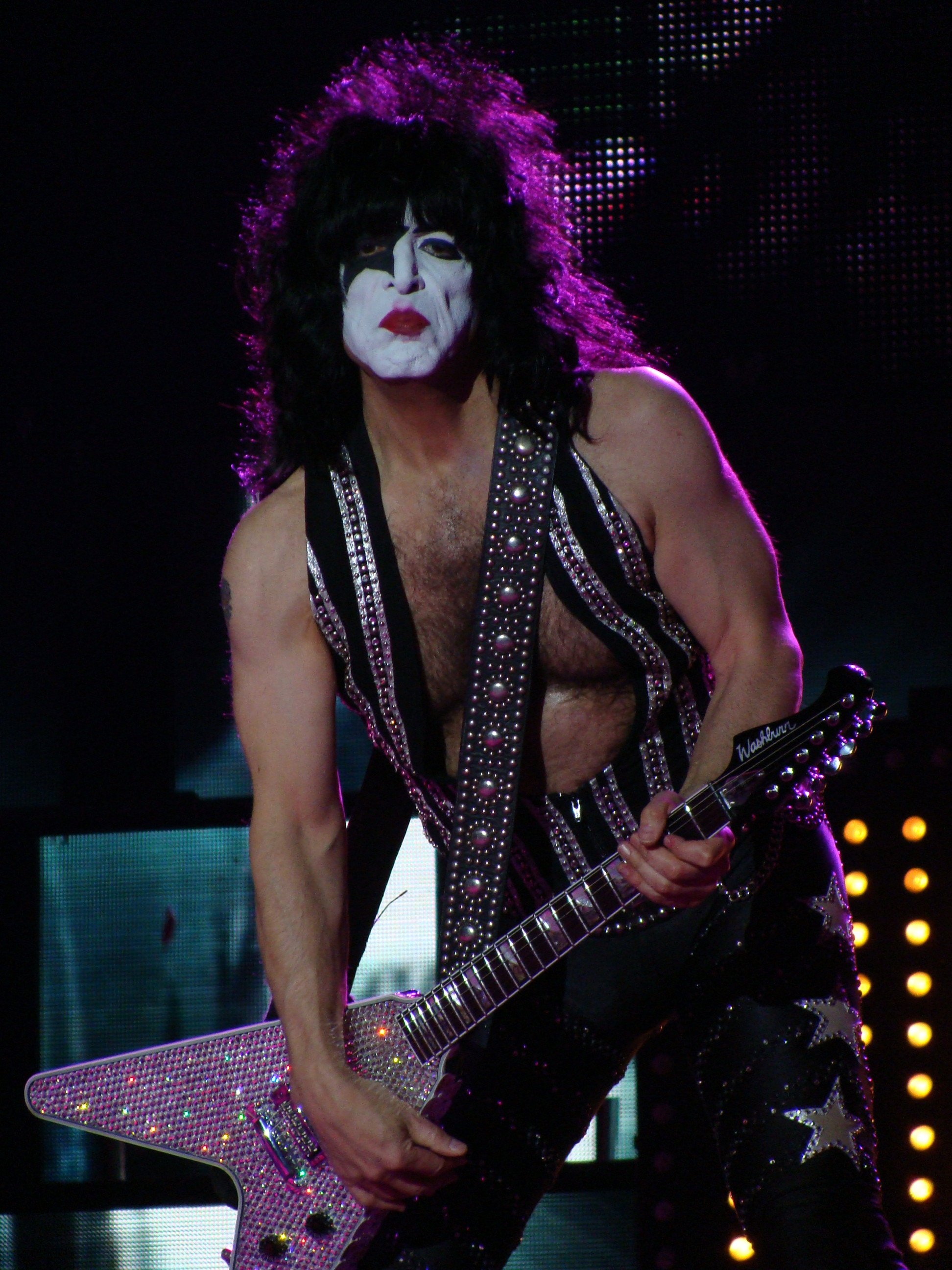
保羅·史丹利
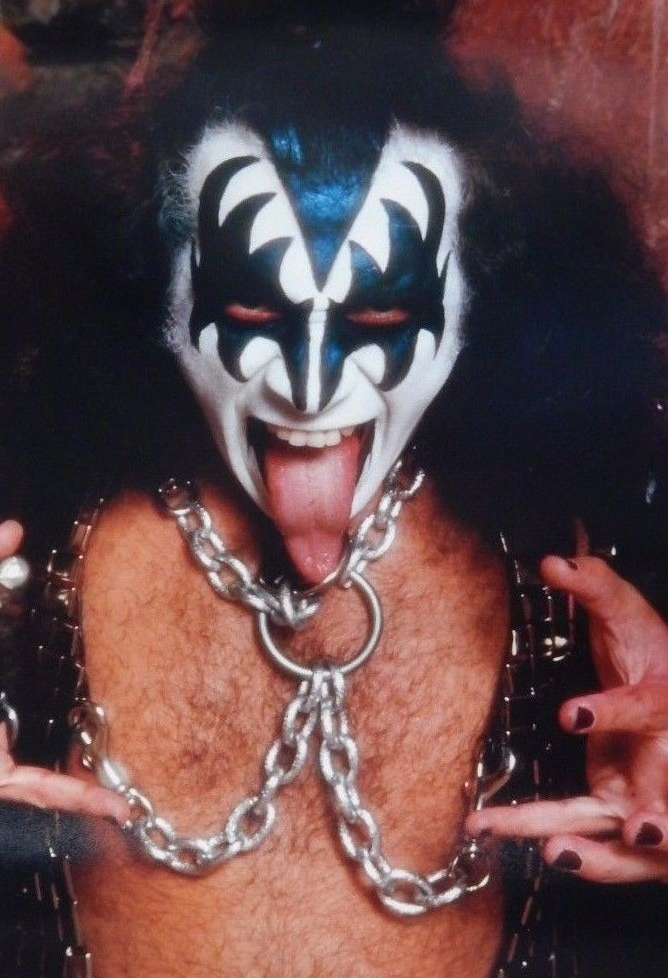
吉恩·西蒙斯
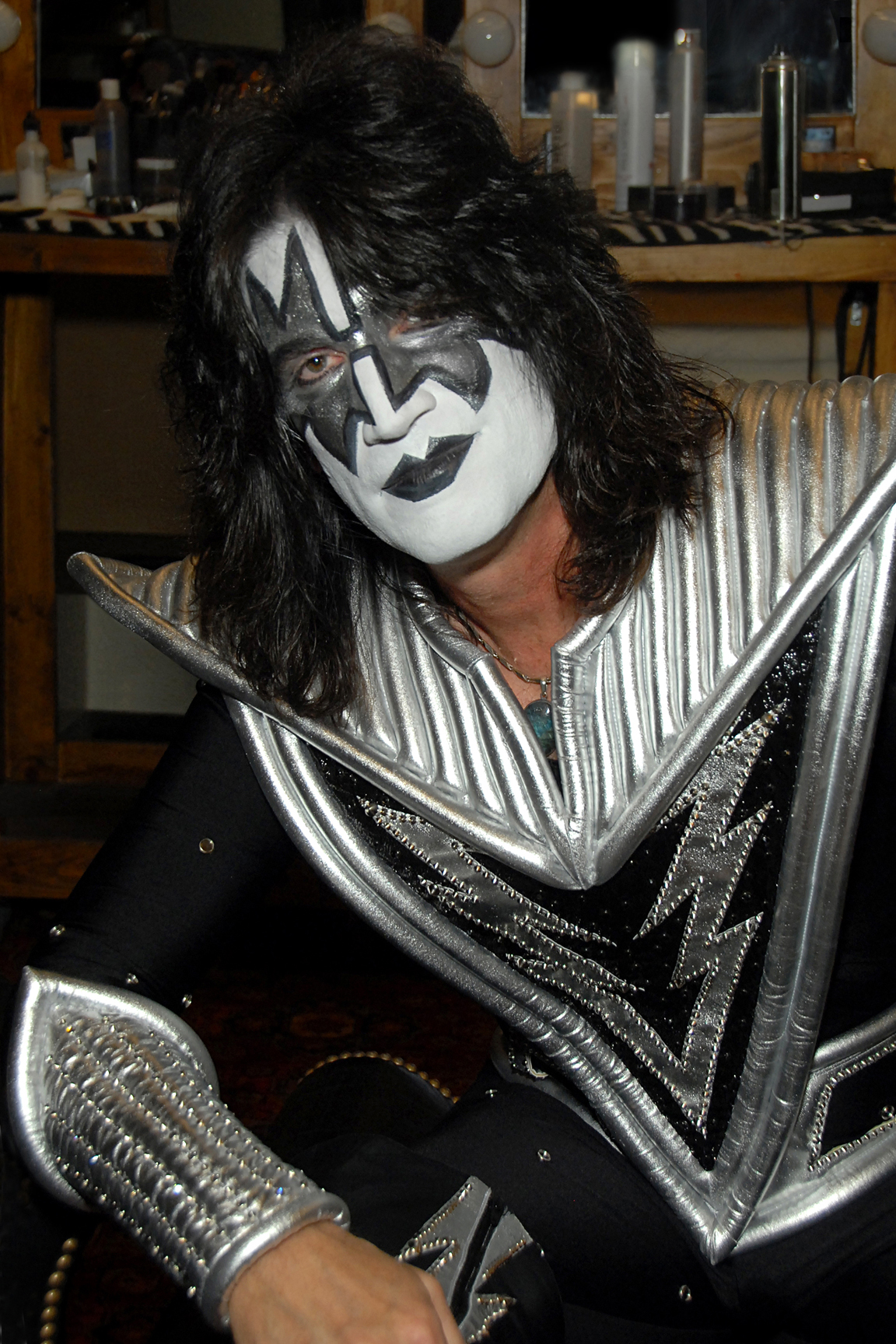
托米·賽耶
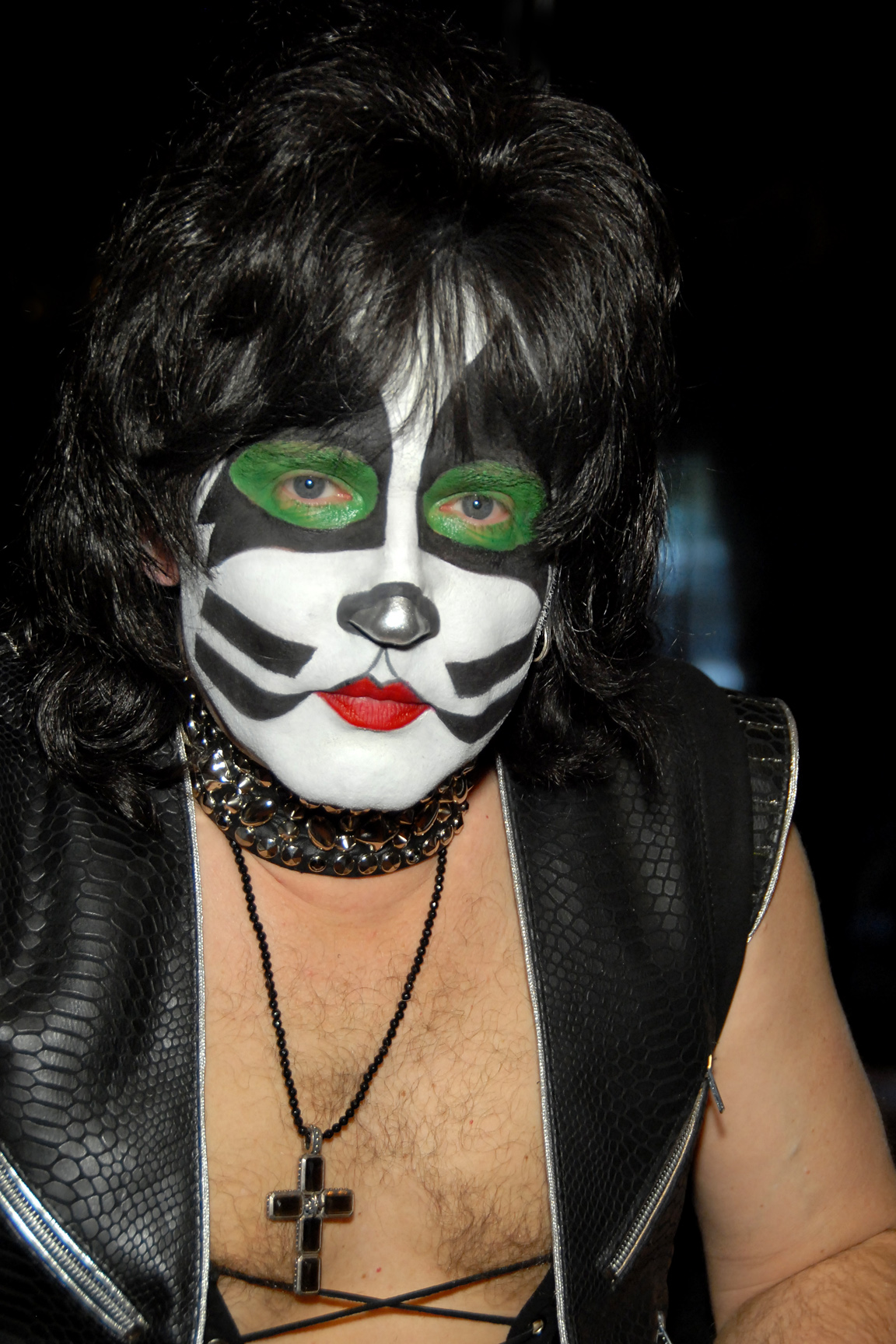
艾瑞克·辛格

| - 保羅·史丹利 – 人聲、節奏吉他（1973 - 2023年） - 吉恩·西蒙斯 – 人聲、貝斯（1973 - 2023年） - 托米·賽耶 – 主奏吉他、人聲（2002 - 2023年） - 艾瑞克·辛格 – 鼓、打擊樂器、人聲（1991 - 1996年，2001 - 2002年，2004 - 2023年） | - 艾斯·弗利 – 主奏吉他、人聲（1973 - 1982年，1996 - 2002年） - 彼得·克里斯 – 鼓、打擊樂器、人聲（1973 - 1980年，1996 - 2001年，2002 - 2004年） - 艾瑞克·卡爾 – 鼓、打擊樂器、人聲（1980 - 1991年） - 維尼爾·文森 – 主奏吉他、人聲（1982 - 1984年） - 馬可·聖約翰 – 主奏吉他、人聲（1984年） - 布魯斯·庫利克 – 主奏吉他、人聲（1984 - 1996年） |

## 獲獎與提名
參見主條目：接吻樂團獲獎與提名列表

## 作品
參見主條目：接吻樂團作品列表
| - 接吻（1974年） - 炙熱閻獄（1974年） - 大出風頭（1975年） - 摧毀者（1976年） - 搖滾無所不在（1976年） - 愛情槍械（1977年） - 吉恩·西蒙斯（1978年） - 艾斯·弗利（1978年） - 彼得·克里斯（1978年） - 保羅·史丹利（1978年） - 王朝（1979年） - 卸下面具（1980年） - 昔日的音樂（1981年） - 暗夜生物（1982年） - 舔個夠（1983年） - 獸性化（1984年） - 避難所（1985年） - 瘋狂之夜（1987年） - 熱力四射（1989年） - 復仇（1992年） - 心靈盛宴（1997年） - 瘋狂馬戲團（1998年） - 音爆（2009年） - 怪獸（2012年） - 經典現場！（1975年） - 經典現場2（1977年） - 經典現場3（1993年） - 接吻不插電（1996年） - 給你最好的（1996年） - 交響詩篇 - 經典現場4（2003年） - 接吻現場（2004年） - 榮耀之吻 - 現場盛典（2006年） - 成軍35週年現場（2008年） - 音爆歐洲（2010年） - 搖滾賭城（2016年） | - 雙白金精選（1978年） - 殺手（1982年） - 力（1988年） - 空降金曲（1988年） - 最偉大的吻（1997年） - 接吻金曲（1999年） - 接吻精選（2002年） - 20世紀的大師 - 千年珍藏（2003年） - 20世紀的大師 - 千年珍藏2（2004年） - 純金選（2005年） - 20世紀的大師 - 千年珍藏3（2006年） - 地獄列傳（2008年） - 成軍40週年紀念精選（2014年） - 接吻世界（2017年） - 正宗接吻典藏（1976年） - 正宗接吻典藏2（1978年） - 接吻典藏盒組（2001年） - 接吻編年史（2005年） - 1975–2000經典現場（2006年） - 樂迷專屬特選輯（2008年） - 1974–1982單曲輯（2012年） - 接吻終極黑膠典藏組（2014年） - 獸性大發（1985年） - 酒池肉林（1987年） - 瘋狂之夜（1988年） - 透視特寫（1992年） - 偷偷接吻（1993年） - 巴結我（1994年） - 接吻不插電（1995年） - 瘋狂馬戲團3D影像（1998年） - 搖滾復活（1998年） - 交響詩篇 - 經典現場（2003年） - 搖滾全國現場！（2005年） - 接吻學第一卷 - 1974–1977（2006年） - 接吻學第二卷 - 1978–1991（2007年） - 接吻學第三卷 - 1992–2000（2007年） - 搖滾賭城（2016年） |